# La Liga Argentina (básquet) 2021-22
La temporada 2021-2022 de La Liga Argentina, segunda categoría del básquet argentino, fue la quinta edición bajo esta nueva denominación. Respecto a la anterior temporada, vuelve al formato de temporada durante dos semestres, comenzando en octubre de 2021 y terminando, según se planifica, en mayo de 2022. Esta nueva edición cuenta con la participación de 30 equipos.
El equipo campeón, y ascendido, fue Independiente de Oliva, que venció a Zárate Basket 3 a 0 en la serie final.

## Modo de disputa
La temporada está dividida en dos grandes etapas, la fase regular y los play-offs. Además hay un torneo de media temporada, el Súper 8. Dentro de la fase regular, los equipos reciben dos puntos por cada encuentro ganado y un punto por cada encuentro perdido. Los play-offs son enfrentamientos eliminatorios al mejor de una determinada cantidad de partidos.
En primera instancia, los 30 equipos se dividen en dos grupos de 15 equipos, conformando así dos conferencias, Conferencia Norte y Conferencia Sur. A su vez, dentro de cada conferencia se arman cuatro grupos (A, B, C y D), tres con 4 equipos y uno con 3 equipos. Al comienzo del torneo, los equipos se enfrentan contra equipos de su grupo y contra rivales de otro grupo hasta completar 14 partidos, y ahí la competencia se detiene. Se ordena a los equipos con base a sus resultados y los cuatro mejores de cada grupo avanzan al Súper 8.
El Súper 8 es un torneo de media temporada a eliminación directa entre ocho equipos que se disputa en sede única. El ganador de este torneo accede a disputar un encuentro ante el ganador de la temporada por una plaza en la siguiente Liga Sudamericana de Clubes. Dicha plaza, durante las finales la Asociación de Clubes decidió retirarla y finalmente dejar ese puesto aun equipo de Liga Nacional. 
Una vez concluido el Súper 8, el torneo continúa con la combinación de las tablas de todos los grupos dentro de cada conferencia, dando paso a la segunda ronda. En esta etapa los equipos arrastran la mitad de los puntos obtenidos en la primera fase y se enfrenta ante los equipos de las otras zonas, dando un total de 28 partidos por equipo. Al finalizar esta etapa, los equipos se ordenan en función de los resultados y se clasifican a los play-offs.
Los play-offs arrancan con el play-in, que es una etapa de enfrentamientos a un partido único entre el 11.° y el 12.°, y entre el 13.° y el 14.° de cada conferencia. El ganador del encuentro entre el 11.° y el 12.° accede al cuadro de los play-offs, mientras que el perdedor se enfrenta al ganador del partido entre el 13.° y el 14.° para dirimir el otro cupo vacante en los play-offs. Según haya sido su posición dentro de la temporada, se los reordena ubicando al mejor clasificado como 11.° y al segundo como 12.°.
Esta etapa continúa con la reclasificación, enfrentamientos entre ocho equipos, aquellos ubicados del puesto 5.° al 10.° inclusive y los ganadores del play-in. Esta etapa, al mejor de tres encuentros, define cuatro clasificados que se suman a los cuatro mejores de la fase regular dentro de cada conferencia (1.° al 4.° inclusive) de cara a los cuartos de final. Previo los cuartos de final, los equipos clasificados previamente son reordenados de mejor a peor y ubicados en las posiciones 5.° al 8.° según el resultado obtenido en la fase regular. Esta separación sirve para armar los enfrentamientos, 1.° contra 8.°, 2.° contra 7.°, 3.° contra 6.° y 4.° contra 5.°. Cuartos de final, semifinales, finales de conferencia y final nacional se juegan al mejor de cinco encuentros.
El campeón del torneo, además del ascenso, disputa ante el campeón del Súper 8 un encuentro para ver cual de ambos clasifica a la siguiente edición de la Liga Sudamericana de Clubes. Decisión que fue reversada posteriormente y en donde se le otorgó la plaza a Regatas Corrientes de la Liga Nacional.

## Equipos participantes

### Cambios de plazas
| Obtiene una plaza     | Motivo                                     |
| --------------------- | ------------------------------------------ |
| Bahía Basket          | Desciende de la Liga Nacional              |
| Jáchal BC             | Asciende del Torneo Federal                |
| Zárate Basket         | Asciende del Torneo Federal                |
| Libertad              | Intercambió plaza con Riachuelo (LR)       |
| Independiente (Oliva) | Alianza con Tiro Federal Morteros          |
| Pergamino Básquet     | Intercambia plaza con Sportivo América (R) |

| Pierde la plaza              | Motivo                                  |
| ---------------------------- | --------------------------------------- |
| Unión (Santa Fe)             | Ascendió a Liga Nacional                |
| Riachuelo (La Rioja)         | Intercambió plaza con Libertad          |
| Tiro Federal Morteros        | Alianza con Independiente (O)           |
| Sportivo América (Rosario)   | Intercambia plaza con Pergamino Básquet |
| Atenas (Carmen de Patagones) | Abandonó la competencia                 |

### Equipos
| Club                        | Ciudad                                   | Estadio                                                | Capacidad |
| --------------------------- | ---------------------------------------- | ------------------------------------------------------ | --------- |
| Ameghino                    | Villa María, Córdoba                     | La Leonera                                             | 500       |
| Bahía Basket                | Bahía Blanca, Buenos Aires               | Dow Center                                             | 4000      |
| Barrio Parque               | Córdoba, Córdoba                         | Teatro del Parque                                      | 1000      |
| Central Argentino Olímpico  | Ceres, Santa Fe                          | Estadio Raúl Braica                                    | 500       |
| Ciclista Juninense          | Junín, Buenos Aires                      | Estadio Raúl "Chuni" Merlo                             | 3100      |
| Colón                       | Santa Fe, Santa Fe                       | Gimnasio Roque Otrino                                  | 400       |
| Del Progreso                | General Roca, Río Negro                  | El Gigante                                             | 2500      |
| Deportivo Norte             | Armstrong, Santa Fe                      | Jorge Ferrero                                          | 1000      |
| Deportivo Viedma            | Viedma, Río Negro                        | Polideportivo Ángel Cayetano Arias                     | 2500      |
| Echagüe                     | Paraná, Entre Ríos                       | Estadio Luis Butta                                     | 2306      |
| Estudiantes Concordia       | Concordia, Entre Ríos                    | El Gigante Verde                                       |           |
| Estudiantes                 | Olavarría, Buenos Aires                  | Parque Carlos Guerrero                                 | 7100      |
| Estudiantes                 | Tucumán, Tucumán                         | Ricardo «Coco» Ascarte Estadio Dionisio Muruaga        |           |
| Gimnasia y Esgrima La Plata | La Plata, Buenos Aires                   | Polideportivo Víctor Nethol                            | 3000      |
| Independiente               | Oliva, Córdoba                           | Polideportivo Independiente, «El Gigante»              | 600       |
| Independiente BBC           | Santiago del Estero, Santiago del Estero | Estadio Israel Parnás, «El Gigante de Calle Salta»     |           |
| Jáchal BC                   | Jáchal, San Juan                         | Papa Francisco                                         |           |
| Lanús                       | Lanús, Buenos Aires                      | Microestadio Antonio Rotili                            | 3000      |
| Libertad                    | Sunchales, Santa Fe                      | El Hogar de Los Tigres                                 | 4000      |
| Parque Sur                  | Concepción del Uruguay, Entre Ríos       | Estadio Parque Sur                                     | 1500      |
| Pergamino Básquet           | Pergamino, Buenos Aires                  | Ricardo «Dorado» Merlo                                 | 200       |
| Quilmes                     | Mar del Plata, Buenos Aires              | Polideportivo Islas Malvinas                           | 8000      |
| Racing                      | Chivilcoy, Buenos Aires                  | Estadio Norte                                          | 1500      |
| Rivadavia                   | Rivadavia, Mendoza                       | Leopoldo Juan Brozovix                                 | 900       |
| Salta Basket                | Salta, Salta                             | Polideportivo Delmi                                    | 10 000    |
| San Isidro                  | San Francisco, Córdoba                   | Severo Robledo                                         | 800       |
| Tomás de Rocamora           | Concepción del Uruguay, Entre Ríos       | Estadio Julio César Paccagnella                        | 1000      |
| Villa Mitre                 | Bahía Blanca, Buenos Aires               | José Martínez Polideportivo Municipal de Monte Hermoso | 2500 —    |
| Villa San Martín            | Resistencia, Chaco                       | Villa San Martín                                       | 1000      |
| Zárate Básket               | Zárate, Buenos Aires                     | Carlos Vasino                                          |           |

1. ↑  El estadio Dionisio Muruaga es propiedad del Club Asociación Mitre.
2. ↑  El estadio Ricardo «Dorado» Merlo, donde auspicia cómo local Pergamino Básquet, es propiedad del Club Atlético Juventud de la ciudad de Pergamino.
3. ↑  Racing de Chivilcoy usa el "Estadio Oscar y Alfredo Barca", del Club Deportivo Colón de Chivilcoy pues su estadio no se encuentra habilitado por la organización del torneo. El club pretende adecuarlo para ser usado más adelante.[12]
4. ↑  El Polideportivo Municipal de Monte Hermoso es un estadio multiuso propiedad del gobierno de la ciudad de Monte Hermoso y ubicado en esa localidad.
5. ↑  El estadio Carlos Vasino, donde auspicia cómo local Zárate Basket, es propiedad del Club Atlético Paraná de la ciudad de Zárate.

## Desarrollo del torneo

### Fase regular; primera fase

#### Conferencia norte
| Equipo                | PJ | PG | PP | Pts |
| --------------------- | -- | -- | -- | --- |
| Salta Basket          | 14 | 7  | 7  | 21  |
| Estudiantes (Tucumán) | 14 | 7  | 7  | 21  |
| Jáchal BC             | 14 | 3  | 11 | 17  |
| Rivadavia (Mendoza)   | 14 | 3  | 11 | 17  |

| Equipo                      | PJ | PG | PP | Pts |
| --------------------------- | -- | -- | -- | --- |
| Independiente (Oliva)       | 14 | 12 | 2  | 26  |
| Barrio Parque               | 14 | 10 | 4  | 24  |
| Ameghino (Villa María)      | 14 | 8  | 6  | 22  |
| Deportivo Norte (Armstrong) | 14 | 6  | 8  | 20  |

|  |                                |
|  | Clasificados a Torneo Súper 8. |

| Jáchal BC         | 92-83 | Salta Basket        | Papa Francisco              | 15 de octubre | 21:00 |
| Barrio Parque     | 87-86 | Ameghino (VM)       | Teatro del Parque           | 15 de octubre | 21:00 |
| Independiente (O) | 95-63 | Deportivo Norte (A) | Polideportivo Independiente | 15 de octubre | 21:00 |
| Rivadavia (M)     | 64-70 | Estudiantes (T)     | Leopoldo Juan Brozovix      | 15 de octubre | 21:30 |
| Jáchal BC         | 63-92 | Estudiantes (T)     | Papa Francisco              | 17 de octubre | 21:00 |
| Rivadavia (M)     | 76-84 | Salta Basket        | Leopoldo Juan Brozovix      | 17 de octubre | 21:00 |
| Barrio Parque     | 65-55 | Deportivo Norte (A) | Teatro del Parque           | 17 de octubre | 21:00 |
| Independiente (O) | 68-61 | Ameghino (VM)       | Polideportivo Independiente | 17 de octubre | 21:00 |

| Jáchal BC           | 71-74 | Rivadavia (M)     | Papa Francisco    | 22 de octubre | 21:00 |
| Barrio Parque       | 73-74 | Independiente (O) | Teatro del Parque | 22 de octubre | 21:00 |
| Deportivo Norte (A) | 76-77 | Ameghino (VM)     | Jorge Ferrero     | 22 de octubre | 21:30 |

| Rivadavia (M)       | 62-85 | Independiente (O)   | Teatro del Parque | 27 de octubre | 14:00 |
| Jáchal BC           | 65-83 | Barrio Parque       | Teatro del Parque | 27 de octubre | 16:30 |
| Estudiantes (T)     | 76-67 | Deportivo Norte (A) | Teatro del Parque | 27 de octubre | 19:00 |
| Salta Basket        | 83-70 | Ameghino (VM)       | Teatro del Parque | 27 de octubre | 21:30 |
| Barrio Parque       | 72-64 | Rivadavia (M)       | Teatro del Parque | 28 de octubre | 14:00 |
| Deportivo Norte (A) | 83-67 | Jáchal BC           | Teatro del Parque | 28 de octubre | 16:30 |
| Independiente (O)   | 91-72 | Salta Basket        | Teatro del Parque | 28 de octubre | 19:00 |
| Ameghino (VM)       | 77-78 | Estudiantes (T)     | Teatro del Parque | 28 de octubre | 21:30 |
| Rivadavia (M)       | 70-74 | Deportivo Norte (A) | Teatro del Parque | 30 de octubre | 14:00 |
| Estudiantes (T)     | 75-78 | Independiente (O)   | Teatro del Parque | 30 de octubre | 16:30 |
| Salta Basket        | 59-78 | Barrio Parque       | Teatro del Parque | 30 de octubre | 19:00 |
| Jáchal BC           | 71-86 | Ameghino (VM)       | Teatro del Parque | 30 de octubre | 21:30 |
| Deportivo Norte (A) | 92-99 | Salta Basket        | Teatro del Parque | 31 de octubre | 14:00 |
| Independiente (O)   | 91-59 | Jáchal BC           | Teatro del Parque | 31 de octubre | 16:30 |
| Barrio Parque       | 89-61 | Estudiantes (T)     | Teatro del Parque | 31 de octubre | 19:00 |
| Ameghino (VM)       | 72-71 | Rivadavia (M)       | Teatro del Parque | 31 de octubre | 21:30 |

| Independiente (O) | 79-80 | Barrio Parque | «El Gigante»           | 5 de noviembre | 21:00 |
| Estudiantes (T)   | 77-75 | Salta Basket  | Ricardo «Coco» Ascarte | 7 de noviembre | 19:30 |

| Deportivo Norte (A) | 82-73 | Estudiantes (T)     | Leopoldo Brozovix              | 9 de noviembre  | 14:00 |
| Barrio Parque       | 97-76 | Jáchal BC           | Leopoldo Brozovix              | 9 de noviembre  | 16:30 |
| Ameghino (VM)       | 62-76 | Salta Basket        | Leopoldo Brozovix              | 9 de noviembre  | 19:00 |
| Independiente (O)   | 66-61 | Rivadavia (M)       | Leopoldo Brozovix              | 9 de noviembre  | 21:30 |
| Jáchal BC           | 68-66 | Deportivo Norte     | Polideportivo Vicente Polimeni | 10 de noviembre | 14:00 |
| Estudiantes (T)     | 60-78 | Ameghino (VM)       | Polideportivo Vicente Polimeni | 10 de noviembre | 16:30 |
| Salta Basket        | 76-91 | Independiente (O)   | Polideportivo Vicente Polimeni | 10 de noviembre | 19:00 |
| Rivadavia (M)       | 80-89 | Barrio Parque       | Polideportivo Vicente Polimeni | 10 de noviembre | 21:30 |
| Barrio Parque       | 87-85 | Salta Basket        | Leopoldo Brozovix              | 12 de noviembre | 14:00 |
| Independiente (O)   | 77-57 | Estudiantes (T)     | Leopoldo Brozovix              | 12 de noviembre | 16:30 |
| Ameghino (VM)       | 95-73 | Jáchal BC           | Leopoldo Brozovix              | 12 de noviembre | 19:00 |
| Deportivo Norte (A) | 64-72 | Rivadavia (M)       | Leopoldo Brozovix              | 12 de noviembre | 21:30 |
| Estudiantes (T)     | 84-83 | Barrio Parque       | Polideportivo Vicente Polimeni | 13 de noviembre | 14:00 |
| Jáchal BC           | 69-81 | Independiente (O)   | Polideportivo Vicente Polimeni | 13 de noviembre | 16:30 |
| Salta Basket        | 72-79 | Deportivo Norte (A) | Polideportivo Vicente Polimeni | 13 de noviembre | 19:00 |
| Rivadavia (M)       | 59-64 | Ameghino (VM)       | Polideportivo Vicente Polimeni | 13 de noviembre | 21:30 |

| Rivadavia (M)       | 63-64 | Jáchal BC           | Leopoldo Brozovix      | 15 de noviembre | 21:30 |
| Salta Basket        | 79-73 | Estudiantes (T)     | Delmi                  | 16 de noviembre | 21:30 |
| Ameghino (VM)       | 88-79 | Deportivo Norte (A) | La Leonera             | 17 de noviembre | 21:30 |
| Estudiantes (T)     | 64-60 | Jáchal BC           | Ricardo «Coco» Ascarte | 19 de noviembre | 21:00 |
| Deportivo Norte (A) | 70-56 | Barrio Parque       | Jorge Ferrero          | 19 de noviembre | 21:30 |
| Ameghino (VM)       | 70-67 | Barrio Parque       | La Leonera             | 21 de noviembre | 20:00 |
| Deportivo Norte (A) | 71-61 | Independiente (O)   | Jorge Ferrero          | 21 de noviembre | 20:00 |
| Estudiantes (T)     | 67-73 | Rivadavia (M)       | Ricardo «Coco» Ascarte | 21 de noviembre | 21:00 |

| Equipo                         | PJ | PG | PP | Pts |
| ------------------------------ | -- | -- | -- | --- |
| Central Argentino Olímpico     | 14 | 12 | 2  | 26  |
| Independiente BBC              | 14 | 8  | 6  | 22  |
| Villa San Martín (Resistencia) | 14 | 6  | 8  | 20  |

| Equipo                     | PJ | PG | PP | Pts |
| -------------------------- | -- | -- | -- | --- |
| San Isidro (San Francisco) | 14 | 9  | 5  | 23  |
| Colón                      | 14 | 7  | 7  | 21  |
| Libertad                   | 14 | 6  | 8  | 20  |
| Echagüe                    | 14 | 1  | 13 | 15  |

|  |                                |
|  | Clasificados a Torneo Súper 8. |

| Libertad             | 77-60 | Echagüe                    | El Hogar de los Tigres | 15 de octubre | 21:00 |
| San Isidro (SF)      | 73-65 | Colón                      | Severo Robledo         | 15 de octubre | 21:30 |
| Independiente (SdE)  | 77-86 | Central Argentino Olímpico | Israel Parnás          | 15 de octubre | 22:00 |
| Villa San Martín (R) | 81-87 | Central Argentino Olímpico | Villa San Martín       | 17 de octubre | 20:30 |
| San Isidro (SF)      | 83-63 | Echagüe                    | Severo Robledo         | 17 de octubre | 21:00 |
| Libertad             | 85-87 | Colón                      | El Hogar de los Tigres | 17 de octubre | 21:30 |
| Villa San Martín (R) | 81-85 | Central Argentino Olímpico | Villa San Martín       | 18 de octubre | 21:30 |

| Colón             | 82-77 | Echagüe              | Gimnasio Roque Otrino | 22 de octubre | 21:00 |
| Independiente BBC | 79-71 | Villa San Martín (R) | Israel Parnas         | 24 de octubre | 20:00 |
| Echagüe           | 67-98 | San Isidro (SF)      | Luis Butta            | 24 de octubre | 21:00 |

| Central Argentino Olímpico | 75-82 | Libertad                   | Gimnasio Roque Otrino | 27 de octubre | 16:30 |
| Independiente BBC          | 86-72 | Echagüe                    | Gimnasio Roque Otrino | 27 de octubre | 19:00 |
| Villa San Martín (R)       | 64-87 | Colón                      | Gimnasio Roque Otrino | 27 de octubre | 21:30 |
| Echagüe                    | 76-81 | Villa San Martín (R)       | Gimnasio Roque Otrino | 28 de octubre | 16:30 |
| San Isidro (SF)            | 80-79 | Independiente BBC          | Gimnasio Roque Otrino | 28 de octubre | 19:00 |
| Colón                      | 72-83 | Central Argentino Olímpico | Gimnasio Roque Otrino | 28 de octubre | 21:30 |
| Independiente BBC          | 87-63 | Libertad                   | Gimnasio Roque Otrino | 30 de octubre | 16:30 |
| Central Argentino Olímpico | 87-85 | Echagüe                    | Gimnasio Roque Otrino | 30 de octubre | 19:00 |
| Villa San Martín (R)       | 80-75 | San Isidro                 | Gimnasio Roque Otrino | 30 de octubre | 21:30 |
| Libertad                   | 67-76 | Villa San Martín (R)       | Gimnasio Roque Otrino | 31 de octubre | 16:30 |
| San Isidro (SF)            | 76-72 | Central Argentino Olímpico | Gimnasio Roque Otrino | 31 de octubre | 19:00 |
| Colón                      | 82-75 | Independiente BBC          | Gimnasio Roque Otrino | 31 de octubre | 21:30 |

| Echagüe  | 62-82 | Colón           | Luis Butta             | 5 de noviembre | 21:30 |
| Libertad | 75-69 | San Isidro (SF) | El Hogar de los Tigres | 5 de noviembre | 21:30 |

| Villa San Martín (R)       | 91-76 | Echagüe                    | Israel Parnás | 9 de noviembre  | 17:00 |
| Central Argentino Olímpico | 72-57 | Colón                      | Israel Parnás | 9 de noviembre  | 19:30 |
| Independiente BBC          | 67-65 | San Isidro (SF)            | Israel Parnás | 9 de noviembre  | 22:00 |
| Echagüe                    | 58-85 | Central Argentino Olímpico | Israel Parnás | 10 de noviembre | 17:00 |
| San Isidro (SF)            | 83-68 | Villa San Martín (R)       | Israel Parnás | 10 de noviembre | 19:30 |
| Libertad                   | 75-84 | Independiente BBC          | Israel Parnás | 10 de noviembre | 22:00 |
| Libertad                   | 67-73 | Central Argentino Olímpico | Israel Parnás | 12 de noviembre | 17:00 |
| Colón                      | 82-88 | Villa San Martín (R)       | Israel Parnás | 12 de noviembre | 19:30 |
| Echagüe                    | 61-76 | Independiente BBC          | Israel Parnás | 12 de noviembre | 22:00 |
| Villa San Martín (R)       | 76-94 | Libertad                   | Israel Parnás | 13 de noviembre | 17:00 |
| Central Argentino Olímpico | 74-64 | San Isidro (SF)            | Israel Parnás | 13 de noviembre | 19:30 |
| Independiente BBC          | 64-59 | Colón                      | Israel Parnás | 13 de noviembre | 22:00 |

| San Isidro (SF)            | 111-84 | Libertad             | Severo Robledo         | 16 de noviembre | 21:30 |
| Colón                      | 78-77  | Libertad             | Roque Otrino           | 19 de noviembre | 21:00 |
| Echagüe                    | 73-80  | Libertad             | Luis Butta             | 21 de noviembre | 21:00 |
| Central Argentino Olímpico | 93-80  | Independiente BBC    | Raúl Braica            | 22 de noviembre | 21:00 |
| Central Argentino Olímpico | 99-91  | Independiente BBC    | Raúl Braica            | 23 de noviembre | 21:00 |
| Colón                      | 84-87  | Echagüe              | Roque Otrino           | 24 de noviembre | 21:30 |
| San Isidro (SF)            | 96-90  | Libertad             | Severo Robledo         | 25 de noviembre | 21:30 |
| Villa San Martín (R)       | 72-79  | Independiente BBC    | Villa San Martín       | 27 de noviembre | 21:00 |
| Libertad                   | 89-88  | Colón                | El Hogar de los Tigres | 28 de noviembre | 20:00 |
| Central Argentino Olímpico | 82-80  | Villa San Martín (R) | Raúl Braica            | 3 de diciembre  | 21:30 |
| Independiente BBC          | 75-77  | Villa San Martín (R) | Israel Parnás          | 5 de diciembre  | 20:00 |

#### Conferencia sur
| Equipo                | PJ | PG | PP | Pts |
| --------------------- | -- | -- | -- | --- |
| Estudiantes Concordia | 14 | 9  | 5  | 23  |
| Tomás de Rocamora     | 14 | 6  | 8  | 20  |
| Parque Sur            | 14 | 3  | 11 | 17  |

| Equipo             | PJ | PG | PP | Pts |
| ------------------ | -- | -- | -- | --- |
| Zárate Basket      | 14 | 12 | 2  | 26  |
| Racing (Chivilcoy) | 14 | 10 | 4  | 24  |
| Lanús              | 14 | 7  | 7  | 21  |
| Pergamino Básquet  | 14 | 2  | 12 | 16  |

|  |                                |
|  | Clasificados a Torneo Súper 8. |

| Lanús              | 101-86 | Pergamino Básquet     | Antonio Rotili         | 15 de octubre | 21:00 |
| Racing (Chivilcoy) | 71-64  | Zárate Basket         | Oscar y Alfredo Barca  | 15 de octubre | 21:00 |
| Parque Sur         | 77-79  | Estudiantes Concordia | Parque Sur             | 15 de octubre | 22:00 |
| Lanús              | 79-77  | Zárate Basket         | Antonio Rotili         | 17 de octubre | 20:00 |
| Racing (Chivilcoy) | 99-88  | Pergamino Básquet     | Oscar y Alfredo Barca  | 17 de octubre | 21:00 |
| Tomás de Rocamora  | 83-54  | Estudiantes Concordia | Julio César Pacagnella | 17 de octubre | 21:00 |

| Racing (Chivilcoy) | 77-72 | Lanús              | Oscar y Alfredo Barca  | 22 de octubre | 21:00 |
| Parque Sur         | 60-68 | Tomás de Rocamora  | Parque Sur             | 22 de octubre | 22:00 |
| Lanús              | 57-60 | Zárate Basket      | Antonio Rotili         | 24 de octubre | 20:00 |
| Pergamino Básquet  | 70-62 | Racing (Chivilcoy) | Ricardo «Dorado» Merlo | 24 de octubre | 21:00 |

| Zárate Basket         | 86-76 | Tomás de Rocamora     | Parque Sur | 27 de octubre | 16:30 |
| Racing (Chivilcoy)    | 80-74 | Estudiantes Concordia | Parque Sur | 27 de octubre | 19:00 |
| Pergamino Básquet     | 68-79 | Parque Sur            | Parque Sur | 27 de octubre | 21:30 |
| Estudiantes Concordia | 79-80 | Lanús                 | Parque Sur | 28 de octubre | 16:30 |
| Tomás de Rocamora     | 81-78 | Pergamino Básquet     | Parque Sur | 28 de octubre | 19:00 |
| Parque Sur            | 82-80 | Racing (Chivilcoy)    | Parque Sur | 28 de octubre | 21:30 |
| Estudiantes Concordia | 78-71 | Pergamino Básquet     | Parque Sur | 30 de octubre | 16:30 |
| Tomás de Rocamora     | 59-74 | Lanús                 | Parque Sur | 30 de octubre | 19:00 |
| Parque Sur            | 68-95 | Zárate Basket         | Parque Sur | 30 de octubre | 21:30 |
| Racing (Chivilcoy)    | 74-60 | Tomás de Rocamora     | Parque Sur | 31 de octubre | 16:30 |
| Zárate Básket         | 80-61 | Estudiantes Concordia | Parque Sur | 31 de octubre | 19:00 |
| Lanús                 | 53-39 | Parque Sur            | Parque Sur | 31 de octubre | 21:30 |

| Estudiantes Concordia | 86-64 | Parque Sur | El Gigante Verde | 5 de noviembre | 22:00 |

| Racing (Chivilcoy)    | 98-53 | Parque Sur            | Antonio Rotili | 9 de noviembre  | 16:00 |
| Pergamino Básquet     | 76-74 | Tomás de Rocamora     | Antonio Rotili | 9 de noviembre  | 18:30 |
| Lanús                 | 58-66 | Estudiantes Concordia | Antonio Rotili | 9 de noviembre  | 21:00 |
| Tomás de Rocamora     | 73-98 | Racing (Chivilcoy)    | Antonio Rotili | 10 de noviembre | 16:00 |
| Estudiantes Concordia | 65-76 | Zárate Basket         | Antonio Rotili | 10 de noviembre | 18:30 |
| Parque Sur            | 61-72 | Lanús                 | Antonio Rotili | 10 de noviembre | 21:00 |
| Estudiantes Concordia | 63-61 | Racing (Chivilcoy)    | Antonio Rotili | 12 de noviembre | 16:00 |
| Tomás de Rocamora     | 62-93 | Zárate Basket         | Antonio Rotili | 12 de noviembre | 18:30 |
| Parque Sur            | 80-76 | Pergamino Básquet     | Antonio Rotili | 12 de noviembre | 21:00 |
| Zárate Basket         | 79-73 | Parque Sur            | Antonio Rotili | 12 de noviembre | 16:00 |
| Pergamino Básquet     | 90-95 | Estudiantes Concordia | Antonio Rotili | 12 de noviembre | 18:30 |
| Lanús                 | 70-72 | Tomás de Rocamora     | Antonio Rotili | 12 de noviembre | 21:00 |

| Pergamino Básquet     | 85-95  | Zárate Basket      | Ricardo «Dorado» Merlo | 16 de noviembre | 19:00 |
| Lanús                 | 65-75  | Racing (Chivilcoy) | Antonio Rotili         | 16 de noviembre | 21:00 |
| Tomás de Rocamora     | 67-63  | Parque Sur         | Julio Paccagnella      | 17 de noviembre | 21:30 |
| Pergamino Básquet     | 61-74  | Racing (Chivilcoy) | Ricardo «Dorado» Merlo | 19 de noviembre | 21:00 |
| Estudiantes Concordia | 75-68  | Tomás de Rocamora  | El Gigante Verde       | 19 de noviembre | 21:00 |
| Zárate Basket         | 86-79  | Lanús              | Carlos Vasino          | 19 de noviembre |       |
| Pergamino Básquet     | 92-98  | Lanús              | Ricardo «Dorado» Merlo | 21 de noviembre | 21:00 |
| Estudiantes Concordia | 75-58  | Parque Sur         | El Gigante Verde       | 21 de noviembre | 21:00 |
| Zárate Basket         | 77-72  | Racing (Chivilcoy) | Carlos Vasino          | 22 de noviembre | 20:00 |
| Estudiantes Concordia | 81-73  | Tomás de Rocamora  | El Gigante Verde       | 25 de noviembre | 21:00 |
| Zárate Basket         | 91-84  | Pergamino Básquet  | Carlos Vasino          | 25 de noviembre | 21:30 |
| Parque Sur            | 66-74  | Tomás de Rocamora  | Parque Sur             | 27 de noviembre | 22:00 |
| Zárate Basket         | 104-91 | Pergamino Básquet  | Carlos Vasino          | 30 de noviembre | 21:30 |

| Equipo                     | PJ | PG | PP | Pts |
| -------------------------- | -- | -- | -- | --- |
| Deportivo Viedma           | 14 | 12 | 2  | 26  |
| Villa Mitre (Bahía Blanca) | 14 | 9  | 5  | 23  |
| Del Progreso               | 14 | 6  | 8  | 20  |
| Bahía Basket               | 14 | 3  | 11 | 17  |

| Equipo                  | PJ | PG | PP | Pts |
| ----------------------- | -- | -- | -- | --- |
| Gimnasia (La Plata)     | 14 | 8  | 6  | 22  |
| Estudiantes (Olavarría) | 14 | 6  | 8  | 20  |
| Ciclista Juninense      | 14 | 6  | 8  | 20  |
| Quilmes                 | 14 | 6  | 8  | 20  |

|  |                                |
|  | Clasificados a Torneo Súper 8. |

| Bahía Basket     | 74-92 | Deportivo Viedma   | Dow Center                   | 15 de octubre | 20:30 |
| Quilmes          | 76-86 | Ciclista Juninense | Polideportivo Islas Malvinas | 15 de octubre | 20:30 |
| Villa Mitre (BB) | 84-76 | Del Progreso       | Osvaldo Casanova             | 15 de octubre | 21:00 |
| Estudiantes (O)  | 68-79 | Gimnasia (LP)      | Parque Carlos Guerrero       | 15 de octubre | 21:00 |
| Quilmes          | 65-72 | Gimnasia (LP)      | Polideportivo Islas Malvinas | 17 de octubre | 20:00 |
| Villa Mitre (BB) | 64-89 | Deportivo Viedma   | Osvaldo Casanova             | 17 de octubre | 20:30 |
| Bahía Basket     | 80-72 | Del Progreso       | Dow Center                   | 17 de octubre | 20:30 |
| Estudiantes (O)  | 91-89 | Ciclista Juninense | Parque Carlos Guerrero       | 17 de octubre | 21:00 |

| Bahía Basket     | 88-83  | Villa Mitre (BB)   | Dow Center                  | 22 de octubre | 20:30 |
| Estudiantes (O)  | 75-79  | Quilmes            | Parque Carlos Guerrero      | 22 de octubre | 21:00 |
| Gimnasia (LP)    | 86-64  | Ciclista Juninense | Polideportivo Víctor Nethol | 22 de octubre | 21:00 |
| Deportivo Viedma | 110-78 | Del Progreso       | Ángel Cayetano Arias        | 22 de octubre | 21:00 |

| Del Progreso       | 77-76 | Gimnasia (LP)      | Raúl «Chuni» Merlo | 27 de octubre | 14:00 |
| Bahía Basket       | 69-75 | Estudiantes (O)    | Raúl «Chuni» Merlo | 27 de octubre | 16:30 |
| Villa Mitre (BB)   | 75-71 | Quilmes            | Raúl «Chuni» Merlo | 27 de octubre | 19:00 |
| Deportivo Viedma   | 94-69 | Ciclista Juninense | Raúl «Chuni» Merlo | 27 de octubre | 21:30 |
| Quilmes            | 78-58 | Del Progreso       | Raúl «Chuni» Merlo | 28 de octubre | 14:00 |
| Estudiantes (O)    | 76-72 | Villa Mitre (BB)   | Raúl «Chuni» Merlo | 28 de octubre | 16:30 |
| Gimnasia (LP)      | 76-92 | Deportivo Viedma   | Raúl «Chuni» Merlo | 28 de octubre | 19:00 |
| Ciclista Juninense | 79-73 | Bahía Basket       | Raúl «Chuni» Merlo | 28 de octubre | 21:30 |
| Bahía Basket       | 68-71 | Gimnasia (LP)      | Raúl «Chuni» Merlo | 30 de octubre | 14:00 |
| Deportivo Viedma   | 86-82 | Quilmes            | Raúl «Chuni» Merlo | 30 de octubre | 16:30 |
| Del Progreso       | 69-91 | Estudiantes (O)    | Raúl «Chuni» Merlo | 30 de octubre | 19:00 |
| Villa Mitre (BB)   | 64-57 | Ciclista Juninense | Raúl «Chuni» Merlo | 30 de octubre | 21:30 |
| Quilmes            | 92-56 | Bahía Basket       | Raúl «Chuni» Merlo | 31 de octubre | 14:00 |
| Estudiantes (O)    | 84-96 | Deportivo Viedma   | Raúl «Chuni» Merlo | 31 de octubre | 16:30 |
| Gimnasia (LP)      | 80-65 | Villa Mitre (BB)   | Raúl «Chuni» Merlo | 31 de octubre | 19:00 |
| Ciclista Juninense | 64-74 | Del Progreso       | Raúl «Chuni» Merlo | 31 de octubre | 21:30 |

| Villa Mitre (BB)   | 95-62 | Bahía Basket     | José Martínez      | 5 de noviembre | 21:00 |
| Del Progreso       | 96-94 | Deportivo Viedma | Del Progreso       | 5 de noviembre | 21:00 |
| Quilmes            | 75-69 | Estudiantes (O)  | Islas Malvinas     | 5 de noviembre | 21:00 |
| Ciclista Juninense | 95-77 | Gimnasia (LP)    | Raúl «Chuni» Merlo | 5 de noviembre | 21:30 |

| Ciclista Juninense | 68-99  | Deportivo Viedma   | José Martínez            | 9 de noviembre  | 11:00 |
| Estudiantes (O)    | 72-76  | Bahía Basket       | José Martínez            | 9 de noviembre  | 16:00 |
| Gimnasia (LP)      | 85-78  | Del Progreso       | José Martínez            | 9 de noviembre  | 18:30 |
| Quilmes            | 62-82  | Villa Mitre (BB)   | José Martínez            | 9 de noviembre  | 21:00 |
| Bahía Basket       | 61-87  | Ciclista Juninense | José Martínez            | 10 de noviembre | 11:00 |
| Deportivo Viedma   | 92-82  | Gimnasia (LP)      | José Martínez            | 10 de noviembre | 16:00 |
| Del Progreso       | 70-76  | Quilmes            | José Martínez            | 10 de noviembre | 18:30 |
| Villa Mitre (BB)   | 107-83 | Estudiantes (O)    | José Martínez            | 10 de noviembre | 21:00 |
| Estudiantes (O)    | 74-84  | Del Progreso       | José Martínez            | 12 de noviembre | 11:00 |
| Quilmes            | 69-80  | Deportivo Viedma   | José Martínez            | 12 de noviembre | 16:00 |
| Gimnasia (LP)      | 85-68  | Bahía Basket       | José Martínez            | 12 de noviembre | 19:30 |
| Ciclista Juninense | 64-89  | Villa Mitre (BB)   | José Martínez            | 12 de noviembre | 21:00 |
| Deportivo Viedma   | 82-80  | Estudiantes (O)    | José Martínez            | 13 de noviembre | 11:00 |
| Del Progreso       | 86-100 | Ciclista Juninense | José Martínez            | 13 de noviembre | 16:30 |
| Bahía Basket       | 65-75  | Quilmes            | José Martínez/Dow Center | 13 de noviembre | 14:00 |
| Villa Mitre (BB)   | 99-80  | Gimnasia (LP)      | Dow Center               | 13 de noviembre | 20:00 |

| Deportivo Viedma   | 83-90 | Villa Mitre (BB) | Ángel Cayetano Arias | 19 de noviembre | 21:00 |
| Del Progreso       | 98-90 | Bahía Basket     | Del Progreso         | 19 de noviembre | 21:00 |
| Gimnasia (LP)      | 95-93 | Quilmes          | Víctor Nethol        | 19 de noviembre | 21:30 |
| Ciclista Juninense | 78-87 | Estudiantes (O)  | Raúl «Chuni» Merlo   | 19 de noviembre | 21:30 |
| Deportivo Viedma   | 96-78 | Bahía Basket     | Ángel Cayetano Arias | 21 de noviembre | 21:00 |
| Gimnasia (LP)      | 74-79 | Estudiantes (O)  | Víctor Nethol        | 21 de noviembre | 21:00 |
| Del Progreso       | 84-76 | Villa Mitre (BB) | Del Progreso         | 21 de noviembre | 21:00 |
| Ciclista Juninense | 82-81 | Quilmes          | Raúl «Chuni» Merlo   | 21 de noviembre | 21:30 |

### Torneo Súper 8
El Torneo Súper 8 es la continuación del Torneo Súper 4 y otorga una plaza a la Súper Final de la temporada, donde el ganador de este torneo se enfrenta con el campeón de la temporada regular a un duelo por un cupo en la siguiente edición de la Liga Sudamericana de Clubes. El torneo se jugó íntegramente en Buenos Aires y los enfrentamientos surgieron mediante un sorteo donde la única premisa fue enfrentar en primera instancia equipos de la conferencia norte con equipos de la conferencia sur. Los cruces se definieron el 6 de diciembre.
Con un doble a menos de un segundo para finalizar el encuentro, Independiente de Oliva derrotó a Central Argentino Olímpico y alzó así su primer título en la divisional, y su primer Torneo Súper 8. Joaquín Nóblega, jugador del campeón, fue elegido como el mejor jugador del partido, llevándose así el máximo galardón individual en esta competencia.
|  | Cuartos de final           | Cuartos de final           | Cuartos de final           |                            |                            | Semifinales                | Semifinales | Semifinales |  |                   | Final             | Final | Final |  |
|  |                            |                            |                            |                            |                            |                            |             |             |  |                   |                   |       |       |  |
|  |                            |                            |                            |                            |                            |                            |             |             |  |                   |                   |       |       |  |
|  | Independiente (O)          | Independiente (O)          | 92                         |                            |                            |                            |             |             |  |                   |                   |       |       |  |
|  | Independiente (O)          | Independiente (O)          | 92                         |                            |                            |                            |             |             |  |                   |                   |       |       |  |
|  | Estudiantes Concordia      | Estudiantes Concordia      | 65                         |                            |                            |                            |             |             |  |                   |                   |       |       |  |
|  | Estudiantes Concordia      | Estudiantes Concordia      | 65                         |                            | Independiente (O)          | Independiente (O)          | 87          |             |  |                   |                   |       |       |  |
|  |                            |                            |                            |                            | Independiente (O)          | Independiente (O)          | 87          |             |  |                   |                   |       |       |  |
|  |                            |                            | San Isidro (SF)            | San Isidro (SF)            | 67                         |                            |             |             |  |                   |                   |       |       |  |
|  | San Isidro (SF)            | San Isidro (SF)            | San Isidro (SF)            | San Isidro (SF)            | 67                         | 107                        |             |             |  |                   |                   |       |       |  |
|  | San Isidro (SF)            | San Isidro (SF)            |                            |                            |                            |                            |             |             |  |                   |                   |       |       |  |
|  | Deportivo Viedma           | Deportivo Viedma           | 97                         |                            |                            |                            |             |             |  |                   |                   |       |       |  |
|  | Deportivo Viedma           | Deportivo Viedma           | 97                         |                            |                            |                            |             |             |  | Independiente (O) | Independiente (O) | 74    |       |  |
|  |                            |                            |                            |                            |                            |                            |             |             |  | Independiente (O) | Independiente (O) | 74    |       |  |
|  |                            |                            | Central Argentino Olímpico | Central Argentino Olímpico | 72                         |                            |             |             |  |                   |                   |       |       |  |
|  | Central Argentino Olímpico | Central Argentino Olímpico | Central Argentino Olímpico | Central Argentino Olímpico | 72                         | 77                         |             |             |  |                   |                   |       |       |  |
|  | Central Argentino Olímpico | Central Argentino Olímpico |                            |                            |                            |                            |             |             |  |                   |                   |       |       |  |
|  | Zárate Basket              | Zárate Basket              | 76                         |                            |                            |                            |             |             |  |                   |                   |       |       |  |
|  | Zárate Basket              | Zárate Basket              | 76                         |                            | Central Argentino Olímpico | Central Argentino Olímpico | 86          |             |  |                   |                   |       |       |  |
|  |                            |                            |                            |                            | Central Argentino Olímpico | Central Argentino Olímpico | 86          |             |  |                   |                   |       |       |  |
|  |                            |                            | Gimnasia (LP)              | Gimnasia (LP)              | 76                         |                            |             |             |  |                   |                   |       |       |  |
|  | Salta Basket               | Salta Basket               | Gimnasia (LP)              | Gimnasia (LP)              | 76                         | 81                         |             |             |  |                   |                   |       |       |  |
|  | Salta Basket               | Salta Basket               |                            |                            |                            |                            |             |             |  |                   |                   |       |       |  |
|  | Gimnasia (LP)              | Gimnasia (LP)              | 94                         |                            |                            |                            |             |             |  |                   |                   |       |       |  |
|  | Gimnasia (LP)              | Gimnasia (LP)              | 94                         |                            |                            |                            |             |             |  |                   |                   |       |       |  |
|  |                            |                            |                            |                            |                            |                            |             |             |  |                   |                   |       |       |  |

#### Cuartos de final
| 16 de diciembre, 18:30 | Independiente (Oliva)                                                   | 92–65                | Estudiantes Concordia                                                | Buenos Aires                                                                                 |  |
|                        | Parciales: 28-13, 22-12, 19-22, 23-18                                   |                      |                                                                      |                                                                                              |  |
|                        | Estadísticas Fernando Martina 19 Alejandro Quigley 8 Agustín Pautasso 5 | Reporte Pts Reb Asts | Estadísticas 14 Agustín Mas Delfino 8 Martin Bonja 2 Matias Alluchon | Pabellón: Estadio Héctor Etchart Árbitros: * Alberto Ponzo * José Domínguez * Franco Ronconi |  |

| 16 de diciembre, 18:30 | San Isidro (San Francisco)                                       | 107–97               | Deportivo Viedma                                                        | Buenos Aires                                                                                               |  |
|                        | Parciales: 23-19, 13-30, 38-17, 33-31                            |                      |                                                                         | |  |
|                        | Estadísticas José Montero 25 Juan Cruz Oberto 8 Santiago Bruno 9 | Reporte Pts Reb Asts | Estadísticas 26 Matias Eidintas 8 Maximiliano Tabieres 6 Raúl Pelorosso | Pabellón: Polideportivo Roberto Pando Árbitros: * Fernando Sampietro * Micaela Prado * Martín Pietromónaco |  |

| 16 de diciembre, 18:30 | Central Argentino Olímpico                                       | 77–76                | Zárate Basket                                                         | Buenos Aires                                                                                      |  |
|                        | Parciales: 13-17, 26-18, 21-17, 17-24                            |                      |                                                                       |                                                                                                   |  |
|                        | Estadísticas Matias Martínez 23 Eduardo Spalla 9 Jorge Banegas 8 | Reporte Pts Reb Asts | Estadísticas 26 Agustin Brocal 7 Rafael Banegas Reyes 6 Lucas Andujar | Pabellón: Microestadio Luis Conde Árbitros: * Raúl Sánchez * Cristian Salguero * Florencia Benzer |  |

| 16 de diciembre, 21:00 | Salta Basket                                                                                 | 81–94                | Gimnasia (La Plata)                                                 | Buenos Aires                                                                                     |  |
|                        | Parciales: 15-21, 17-24, 28-20, 21-29                                                        |                      |                                                                     |                                                                                                  |  |
|                        | Estadísticas Nicolas Zurschmitten 24 Yasmany Fundora Arrechavaleta 14 Nicolas Zurschmitten 5 | Reporte Pts Reb Asts | Estadísticas 21 Carlos Gianella 12 Tomas Ligorria 7 Carlos Gianella | Pabellón: Microestadio Luis Conde Árbitros: * Alejandro Trías * Matías Sotelo * Franco Buscaglia |  |

#### Semifinales
| 17 de diciembre, 18:30 | Independiente (Oliva)                                          | 87–67                | San Isidro (San Francisco)                                     | Florida |  |
|                        | Parciales: 26-12, 24-20, 23-21, 14-14                          |                      |                                                                | |  |
|                        | Estadísticas Fernando Martina 24 José Bione 9 Lucio Reinaudi 5 | Reporte Pts Reb Asts | Estadísticas 23 Tomás Mazuqui 10 Tomás Mazuqui 4 Milton Vittar | Pabellón: Microestadio Ciudad de Vicente López Árbitros: * Diego Rougier * Alejandro Trías * Matías Sotelo |  |

| 17 de diciembre, 21:00 | Central Argentino Olímpico                                          | 86–76                | Gimnasia (LP)                                                   | Florida |  |
|                        | Parciales: 21-23, 23-12, 26-15, 16-26                               |                      |                                                                 | |  |
|                        | Estadísticas Matías Martínez 16 Pablo Martínez 17 Matías Martínez 3 | Reporte Pts Reb Asts | Estadísticas 18 Franco Barroso 11 Franco Barroso 4 Marcos Risso | Pabellón: Microestadio Ciudad de Vicente López Árbitros: * Julio Dinamarca * Alberto Ponzo * Micaela Prado |  |

#### Final
| 18 de diciembre, 20:00 | Independiente (Oliva)                                                | 74–72                | Central Argentino Olímpico                                        | Buenos Aires                                                                                         |  |
|                        | Parciales: 24-27, 17-8, 12-15, 21-22                                 |                      |                                                                   | |  |
|                        | Estadísticas Lucio Reinaudi 19 Fernando Martina 9 Agustín Pautasso 5 | Reporte Pts Reb Asts | Estadísticas 17 Matías Martínez 10 Pablo Martinez 4 Jorge Benegas | Pabellón: Estadio Obras Sanitarias Árbitros: * Julio Dinamarca * Sergio Tarifeño * Cristian Salguero |  |

### Fase regular; segunda fase

#### Conferencia norte
| Equipo | Equipo                         | Arr  | PJ | PG | PP | Pts  |
| ------ | ------------------------------ | ---- | -- | -- | -- | ---- |
| 1.°    | Independiente (Oliva)          | 13,0 | 28 | 23 | 5  | 64,0 |
| 2.°    | San Isidro (San Francisco)     | 11,5 | 28 | 23 | 5  | 62,5 |
| 3.°    | Barrio Parque                  | 12,0 | 28 | 21 | 7  | 61,0 |
| 4.°    | Central Argentino Olímpico     | 13,0 | 28 | 19 | 9  | 60,0 |
| 5.°    | Ameghino (Villa María)         | 11,0 | 28 | 18 | 10 | 57,0 |
| 6.°    | Salta Basket                   | 10,5 | 28 | 18 | 10 | 56,5 |
| 7.°    | Villa San Martín (Resistencia) | 9,0  | 28 | 16 | 12 | 54,0 |
| 8.°    | Independiente BBC              | 11,0 | 28 | 14 | 14 | 53,0 |
| 9.°    | Deportivo Norte (Armstrong)    | 10,0 | 28 | 13 | 15 | 51,0 |
| 10.°   | Libertad                       | 10,0 | 28 | 12 | 16 | 50,0 |
| 11.°   | Rivadavia (Mendoza)            | 8,5  | 28 | 13 | 15 | 49,5 |
| 12.°   | Colón                          | 10,5 | 28 | 6  | 22 | 44,5 |
| 13.°   | Estudiantes (Tucumán)          | 10,5 | 28 | 6  | 22 | 44,5 |
| 14.°   | Echagüe                        | 7,5  | 28 | 5  | 23 | 40,5 |
| 15.°   | Jáchal BC                      | 8,5  | 28 | 3  | 25 | 39,5 |

|  | Clasificado a cuartos de final.   |
|  | Clasificado a la reclasificación. |
|  | Clasificado a los play-in.        |

1. 1 2  El desempate entre Colón y Estudiantes de Tucumán favorece al equipo santafesino pues ganó ambos duelos disputados.

| Independiente (O)          | 71-69  | Ameghino (VM)              | El Gigante             | 3 de diciembre  | 21:00 |
| Barrio Parque              | 89-65  | Deportivo Norte (A)        | Teatro del Parque      | 3 de diciembre  | 21:00 |
| Estudiantes (T)            | 75-71  | Rivadavia (M)              | Ricardo Ascarte        | 3 de diciembre  | 21:00 |
| Salta Basket               | 92-74  | Jáchal BC                  | Polideportivo Delmi    | 3 de diciembre  | 21:30 |
| Echagüe                    | 76-83  | San Isidro (SF)            | Luis Butta             | 3 de diciembre  | 21:30 |
| Estudiantes (T)            | 79-59  | Jáchal BC                  | Ricardo Ascarte        | 5 de diciembre  | 21:00 |
| Salta Basket               | 95-67  | Rivadavia (M)              | Polideportivo Delmi    | 5 de diciembre  | 21:30 |
| Barrio Parque              | 88-65  | Ameghino (VM)              | Teatro del Parque      | 6 de diciembre  | 21:00 |
| Echagüe                    | 81-86  | Libertad                   | Luis Butta             | 6 de diciembre  | 21:00 |
| Central Argentino Olímpico | 112-83 | San Isidro (SF)            | Raúl Braica            | 6 de diciembre  | 21:30 |
| Independiente (O)          | 74-62  | Deportivo Norte (A)        | El Gigante             | 7 de diciembre  | 21:00 |
| Villa San Martín (R)       | 84-73  | Central Argentino Olímpico | Villa San Martín       | 9 de diciembre  | 21:30 |
| Rivadavia (M)              | 100-76 | Jáchal BC                  | Leopoldo Brozovix      | 9 de diciembre  | 21:30 |
| Libertad                   | 78-70  | Colón                      | El Hogar de los Tigres | 9 de diciembre  | 21:30 |
| San Isidro (SF)            | 111-66 | Echagüe                    | Severo Robledo         | 9 de diciembre  | 21:30 |
| Deportivo Norte (A)        | 60-69  | Barrio Parque              | Jorge Ferrero          | 10 de diciembre | 21:30 |
| Ameghino (VM)              | 70-83  | Independiente (O)          | La Leonera             | 10 de diciembre | 21:30 |
| Independiente BBC          | 80-97  | Salta Basket               | Israel Parnás          | 10 de diciembre | 22:00 |
| Ameghino (VM)              | 70-68  | Barrio Parque              | La Leonera             | 12 de diciembre | 20:00 |
| Deportivo Norte (A)        | 55-58  | Independiente (O)          | Jorge Ferrero          | 12 de diciembre | 20:00 |
| Central Argentino Olímpico | 88-69  | Independiente BBC          | Raúl Braica            | 12 de diciembre | 20:30 |
| San Isidro (SF)            | 90-70  | Colón                      | Severo Robledo         | 12 de diciembre | 21:00 |
| Rivadavia (M)              | 101-93 | Estudiantes (T)            | Leopoldo Brozovix      | 12 de diciembre | 21:00 |
| Villa San Martín (R)       | 76-75  | Salta Basket               | Villa San Martín       | 12 de diciembre | 21:00 |

| Jáchal BC            | 73-79 | Estudiantes (T)      | Papa Francisco         | 14 de diciembre | 21:00 |
| Libertad             | 80-55 | Echagüe              | El Hogar de los Tigres | 14 de diciembre | 21:30 |
| Villa San Martín (R) | 75-69 | Independiente BBC    | Villa San Martín       | 14 de diciembre | 21:30 |
| Colón                | 73-75 | Libertad             | Roque Otrino           | 16 de diciembre | 21:00 |
| Jáchal BC            | 74-81 | Rivadavia (M)        | Papa Francisco         | 19 de diciembre | 19:30 |
| Colón                | 61-83 | Villa San Martín (R) | Roque Otrino           | 19 de diciembre | 20:00 |
| Barrio Parque        | 75-65 | Libertad             | Teatro del Parque      | 19 de diciembre | 21:00 |
| Echagüe              | 79-75 | Villa San Martín (R) | Luis Butta             | 21 de diciembre | 21:00 |

| 21/12 al 6/01, semanas del receso estival. |
| ------------------------------------------ |

| Jáchal BC                  | 61-124  | Central Argentino Olímpico | Papa Francisco    | 7 de enero  | 21:00 |
| Villa San Martín (R)       | 84-86   | San Isidro (SF)            | Villa San Martín  | 7 de enero  | 21:30 |
| Independiente BBC          | 68-58   | Ameghino (VM)              | Israel Parnas     | 7 de enero  | 22:00 |
| Estudiantes (T)            | 95-93   | Ameghino (VM)              | Ricardo Ascarte   | 8 de enero  | 21:00 |
| Rivadavia (M)              | 77-111  | Central Argentino Olímpico | Leopoldo Brozovix | 8 de enero  | 21:30 |
| Colón                      | 71-75   | Deportivo Norte (A)        | Roque Otrino      | 9 de enero  | 20:00 |
| Jáchal BC                  | 69-96   | Independiente (O)          | Papa Francisco    | 9 de enero  | 21:00 |
| Estudiantes (T)            | 66-68   | Villa San Martín (R)       | Ricardo Ascarte   | 10 de enero | 21:00 |
| Salta Basket               | 104-105 | Ameghino (VM)              | Delmi             | 10 de enero | 21:30 |
| Independiente BBC          | 96-72   | Echagüe                    | Israel Parnas     | 10 de enero | 22:00 |
| Rivadavia (M)              | 58-88   | Independiente (O)          | Leopoldo Brozovix | 11 de enero | 21:00 |
| San Isidro (SF)            | 20-0    | Libertad                   | Severo Robledo    | 11 de enero | 21:00 |
| Jáchal BC                  | 67-106  | Barrio Parque              | Papa Francisco    | 12 de enero | 21:00 |
| Estudiantes (T)            | 92-73   | Echagüe                    | Dionisio Muruaga  | 12 de enero | 21:00 |
| Salta Basket               | 87-98   | Villa San Martín (R)       | Delmi             | 12 de enero | 21:30 |
| Rivadavia (M)              | 76-82   | Barrio Parque              | Leopoldo Brozovix | 13 de enero | 21:30 |
| Independiente (O)          | 78-63   | Independiente BBC          | El Gigante        | 14 de enero | 21:00 |
| Salta Basket               | 97-80   | Echagüe                    | Delmi             | 14 de enero | 21:30 |
| Ameghino (VM)              | 100-86  | Colón                      | La Leonera        | 15 de enero | 20:00 |
| Deportivo Norte (A)        | 79-90   | San Isidro (SF)            | Jorge Ferrero     | 16 de enero | 20:00 |
| Central Argentino Olímpico | 91-66   | Estudiantes (T)            | Raúl Braica       | 16 de enero | 20:30 |
| Barrio Parque              | 69-71   | Independiente BBC          | Teatro del Parque | 16 de enero | 21:00 |

| Echagüe                    | 75-90  | Independiente (O)   | Luis Butta             | 17 de enero | 21:00 |
| Colón                      | 63-74  | Independiente (O)   | Roque Otrino           | 18 de enero | 21:00 |
| Libertad                   | 75-66  | Estudiantes (T)     | El Hogar de los Tigres | 18 de enero | 21:30 |
| Echagüe                    | 73-66  | Jáchal BC           | Luis Butta             | 19 de enero | 21:00 |
| Villa San Martín (R)       | 78-72  | Rivadavia (M)       | Villa San Martín       | 19 de enero | 21:00 |
| Libertad                   | 78-81  | Independiente (O)   | El Hogar de los Tigres | 20 de enero | 21:30 |
| San Isidro (SF)            | 94-67  | Estudiantes (T)     | Severo Robledo         | 20 de enero | 21:30 |
| Central Argentino Olímpico | 76-75  | Barrio Parque       | Raúl Braica            | 20 de enero | 21:30 |
| Salta Basket               | 101-82 | Deportivo Norte (A) | Polideportivo Delmi    | 21 de enero | 21:30 |
| Colón (SF)                 | 61-64  | Jáchal BC           | Severo Robledo         | 21 de enero | 21:30 |
| Independiente BBC          | 57-67  | Rivadavia (M)       | Israel Parnás          | 21 de enero | 22:00 |
| Ameghino (VM)              | 106-84 | Libertad            | La Leonera             | 23 de enero | 20:00 |
| Villa San Martín (R)       | 65-74  | Jáchal BC           | Villa San Martín       | 23 de enero | 20:30 |
| Estudiantes (T)            | 68-73  | Deportivo Norte (A) | Dionisio Muruaga       | 23 de enero | 21:00 |
| Central Argentino Olímpico | 95-68  | Rivadavia (M)       | Raúl Braica            | 23 de enero | 21:00 |
| Salta Basket               | 90-104 | San Isidro (SF)     | Polideportivo Delmi    | 23 de enero | 21:30 |

| Estudiantes (T)     | 64-76  | San Isidro (SF)            | Dionisio Muruaga  | 25 de enero | 21:00 |
| Independiente BBC   | 84-79  | Deprotivo Norte (A)        | Israel Parnas     | 25 de enero | 22:00 |
| Barrio Parque       | 88-83  | Salta Basket               | Teatro del Parque | 26 de enero | 21:00 |
| Colón               | 83-74  | Echagüe                    | Roque Otrino      | 26 de enero | 21:00 |
| Rivadavia (M)       | 103-96 | Libertad                   | Leopoldo Brozovix | 27 de enero | 21:30 |
| Independiente BBC   | 83-98  | San Isidro (SF)            | Israel Parnas     | 27 de enero | 22:00 |
| Independiente (O)   | 84-72  | Salta Basket               | El Gigante        | 28 de enero | 21:00 |
| Jáchal BC           | 85-89  | Libertad                   | Papa Francisco    | 29 de enero | 21:00 |
| Echagüe             | 96-102 | Central Argentino Olímpico | Luis Butta        | 29 de enero | 21:30 |
| Ameghino (VM)       | 94-80  | Salta Basket               | La Leonera        | 30 de enero | 20:00 |
| Independiente BBC   | 84-65  | Estudiantes (T)            | El Gigante        | 30 de enero | 20:00 |
| Deportivo Norte (A) | 101-98 | Villa San Martín (R)       | Jorge Ferrero     | 30 de enero | 20:00 |
| Colón               | 68-84  | Central Argentino Olímpico | Roque Otrino      | 30 de enero | 20:00 |

| Ameghino (VM)              | 85-84  | Villa San Martín (R) | La Leonera             | 1 de febrero | 21:30 |
| Libertad                   | 85-68  | Barrio Parque        | El Hogar de los Tigres | 1 de febrero | 21:30 |
| Deportivo Norte (A)        | 74-64  | Echagüe              | Jorge Ferrero          | 3 de febrero | 21:30 |
| Ameghino (VM)              | 96-89  | San Isidro (SF)      | La Leonera             | 3 de febrero | 21:30 |
| Barrio Parque              | 71-81  | Rivadavia (M)        | Teatro del Parque      | 4 de febrero | 21:00 |
| Independiente (O)          | 85-68  | Jáchal BC            | El Gigante             | 4 de febrero | 21:00 |
| Central Argentino Olímpico | 105-86 | Libertad             | Raúl Braica            | 4 de febrero | 21:30 |
| Independiente (O)          | 99-76  | Rivadavia (M)        | El Gigante             | 5 de febrero | 20:00 |
| Echagüe                    | 74-82  | Colón                | Luis Butta             | 6 de febrero | 21:00 |
| Barrio Parque              | 91-67  | Jáchal BC            | Teatro del Parque      | 6 de febrero | 21:00 |
| San Isidro (SF)            | 79-73  | Independiente BBC    | Severo Robledo         | 6 de febrero | 21:00 |

| Ameghino (VM)        | 89-75  | Deportivo Norte (A)        | La Leonera             | 7 de febrero  | 21:30 |
| Libertad             | 90-86  | Independiente BBC          | El Hogar de los Tigres | 8 de febrero  | 21:30 |
| San Isidro (SF)      | 72-85  | Central Argentino Olímpico | Severo Robledo         | 8 de febrero  | 21:30 |
| Villa San Martín (R) | 85-63  | Estudiantes (T)            | Villa San Martín       | 8 de febrero  | 21:30 |
| Barrio Parque        | 86-68  | Independiente (O)          | Teatro del Parque      | 9 de febrero  | 21:00 |
| Colón                | 75-79  | Salta Basket               | Roque Otrino           | 10 de febrero | 21:00 |
| Echagüe              | 85-94  | Salta Basket               | Luis Butta             | 11 de febrero | 21:30 |
| Rivadavia (M)        | 86-82  | Deportivo Norte (A)        | Leopoldo Brozovix      | 11 de febrero | 21:30 |
| Independiente BBC    | 90-82  | Central Argentino Olímpico | Israel Parnas          | 12 de febrero | 20:00 |
| Barrio Parque        | 86-82  | Villa San Martín (R)       | Teatro del Parque      | 13 de febrero | 21:00 |
| Jáchal BC            | 71-85  | Deportivo Norte (A)        | Papa Francisco         | 13 de febrero | 21:00 |
| San Isidro (SF)      | 102-95 | Salta Basket               | Severo Robledo         | 13 de febrero | 21:00 |

| Independiente (O)          | 91-74  | Villa San Martín (R) | El Gigante             | 15 de febrero | 21:00             |
| Libertad                   | 99-79  | Ameghino (VM)        | El Hogar de los Tigres | 15 de febrero | 21:30             |
| Barrio Parque              | 103-83 | Echagüe              | Teatro del Parque      | 16 de febrero | 21:00             |
| Jáchal BC                  | 73-94  | Independiente BBC    | Papa Francisco         | 16 de febrero | 21:00             |
| Central Argentino Olímpico | 93-66  | Ameghino (VM)        | Raúl Braica            | 16 de febrero | 21:30             |
| Estudiantes (T)            | 74-91  | Salta Basket         | Dionisio Muruaga       | 17 de febrero | 21:00             |
| Independiente (O)          | 102-73 | Echagüe              | El Gigante             | 18 de febrero | 21:00             |
| Deportivo Norte (A)        | 85-79  | Libertad             | 21:30                  | 18 de febrero |                   |
| Rivadavia (M)              | 78-59  | Independiente BBC    | 21:30                  | 18 de febrero | Leopoldo Brozovix |
| San Isidro (SF)            | 91-73  | Ameghino (VM)        | 21:30                  | 18 de febrero | Severo Robledo    |
| Villa San Martín (R)       | 87-83  | Colón                | 21:30                  | 18 de febrero | Villa San Martín  |
| Central Argentino Olímpico | 103-94 | Colón                | Raul Braica            | 20 de febrero | 21:00             |
| San Isidro (SF)            | 100-75 | Jáchal BC            | Severo Robledo         | 20 de febrero | 21:00             |
| Salta Basket               | 94-91  | Estudiantes (T)      | Polideportivo Delmi    | 20 de febrero | 21:30             |

| Echagüe           | 81-86  | Deportivo Norte (A)        | Luis Butta             | 22 de febrero | 21:00 |
| Libertad          | 56-63  | Jáchal BC                  | El Hogar de los Tigres | 22 de febrero | 21:00 |
| Independiente BBC | 67-74  | Barrio Parque              | Israel Parnás          | 22 de febrero | 22:00 |
| Colón             | 80-88  | San Isidro (SF)            | Roque Otrino           | 23 de febrero | 21:00 |
| Salta Basket      | 101-89 | Barrio Parque              | Polideportivo Delmi    | 24 de febrero | 21:30 |
| Estudiantes (T)   | 75-95  | Barrio Parque              | Dionisio Muruaga       | 25 de febrero | 21:00 |
| Ameghino (VM)     | 105-69 | Echagüe                    | La Leonera             | 25 de febrero | 21:30 |
| Rivadavia (M)     | 94-66  | Villa San Martín (R)       | Leopoldo Brozovix      | 25 de febrero | 21:30 |
| Independiente BBC | 76-71  | Colón                      | Israel Parnás          | 26 de febrero | 20:00 |
| Rivadavia (M)     | 83-61  | Echagüe                    | Leopoldo Brozovix      | 27 de febrero | 19:00 |
| Jáchal BC         | 68-77  | Villa San Martín (R)       | Papa Francisco         | 27 de febrero | 21:00 |
| Independiente (O) | 82-69  | Central Argentino Olímpico | El Gigante             | 27 de febrero | 21:00 |

| Estudiantes (T)     | 100-104 | Colón                      | Dionisio Muruaga       | 28 de febrero | 21:00 |
| Barrio Parque       | 96-73   | Central Argentino Olímpico |                        | 28 de febrero | 21:00 |
| Jáchal BC           | 85-95   | Echagüe                    | Papa Francisco         | 1 de marzo    | 21:00 |
| San Isidro (SF)     | 71-59   | Deportivo Norte (A)        | Severo Robledo         | 1 de marzo    | 21:30 |
| Salta Basket        | 81-91   | Colón                      | Polideportivo Delmi    | 2 de marzo    | 21:30 |
| Libertad            | 76-83   | Central Argentino Olímpico | El Hogar de los Tigres | 3 de marzo    | 21:00 |
| Echagüe             | 87-95   | Ameghino (VM)              | Luis Butta             | 4 de marzo    | 21:30 |
| Colón               | 69-95   | Ameghino (VM)              | Roque Otrino           | 5 de marzo    | 20:00 |
| Independiente BBC   | 64-67   | Independiente (O)          | Israel Parnás          | 5 de marzo    | 20:00 |
| Deportivo Norte (A) | 65-70   | Rivadavia (M)              | Jorge Ferrero          | 6 de marzo    | 20:00 |
| Estudiantes (T)     | 65-83   | Independiente (O)          | Dionisio Muruaga       | 6 de marzo    | 21:00 |
| Barrio Parque       | 77-63   | San Isidro (SF)            | Teatro del Parque      | 6 de marzo    | 21:00 |

| Villa San Martín (R)       | 91-90  | Ameghino (VM)       | Villa San Martín    | 7 de marzo    | 21:30 |
| Salta Basket               | 91-86  | Independiente (O)   | Polideportivo Delmi | 8 de marzo    | 21:30 |
| San Isidro (SF)            | 70-60  | Rivadavia (M)       | Severo Robledo      | 8 de marzo    | 21:30 |
| Deportivo Norte (A)        | 80-60  | Colón               | Jorge Ferrero       | 9 de marzo    | 21:30 |
| Central Argentino Olímpico | 107-78 | Jáchal BC           | Raúl Braica         | 9 de marzo    | 21:30 |
| Ameghino (VM)              | 87-83  | Rivadavia (M)       | La Leonera          | 10 de marzo   | 21:30 |
| Salta Basket               | 97-89  | Libertad            | Delmi               | 10 de marzo   | 21:30 |
| Villa San Martín (R)       | 71-72  | Barrio Parque       | Villa San Martín    | 10 de marzo   | 21:30 |
| Independiente BBC          | 90-55  | Jáchal BC           | Israel Parnás       | 11 de marzo   | 22:00 |
| Colón                      | 72-86  | Barrio Parque       | Roque Otrino        | 12 de marzo   | 20:00 |
| Central Argentino Olímpico | 86-75  | Deportivo Norte (A) | Raúl Braica         | 12 de marzo   | 20:30 |
| Estudiantes (T)            | 89-83  | Libertad            | Dionisio Muruaga    | 12 de marzo   | 21:00 |
| Echagüe                    | 77-79  | Barrio Parque       | Luis Butta          | 13 de febrero | 20:00 |
| Independiente (O)          | 85-79  | San Isidro (SF)     | El Gigante          | 13 de febrero | 21:00 |

| Independiente BBC          | 78-86  | Libertad            | Israel Parnás          | 14 de marzo | 21:00 |
| Villa San Martín (R)       | 89-75  | Deportivo Norte (A) | Villa San Martín       | 14 de marzo | 21:30 |
| Villa San Martín (R)       | 104-87 | Libertad            | Villa San Martín       | 16 de marzo | 21:30 |
| Rivadavia (M)              | 74-92  | Ameghino (VM)       | Leopoldo Brozovix      | 17 de marzo | 21:30 |
| Salta Basket               | 97-67  | Independiente BBC   | Polideportivo Delmi    | 17 de marzo | 21:30 |
| Independiente (O)          | 93-72  | Colón               | El Gigante             | 18 de marzo | 21:00 |
| Libertad                   | 87-89  | San Isidro (SF)     | El Hogar de los Tigres | 19 de marzo | 11:00 |
| Jáchal BC                  | 87-98  | Ameghino (VM)       | Papa Francisco         | 19 de marzo | 21:00 |
| Estudiantes (T)            | 68-103 | Independiente BBC   | Dionisio Muruaga       | 19 de marzo | 21:00 |
| Barrio Parque              | 75-68  | Colón               | Teatro del Parque      | 20 de marzo | 21:00 |
| Central Argentino Olímpico | 94-82  | Echagüe             | Raúl Braica            | 20 de marzo | 21:00 |

| Independiente (O)          | 99-73  | Libertad             | El Gigante             | 22 de marzo | 21:00 |
| Villa San Martín (R)       | 76-71  | Echagüe              | Villa San Martín       | 22 de marzo | 21:30 |
| Deportivo Norte (A)        | 66-59  | Estudiantes (T)      | Jorge Ferrero          | 22 de marzo | 21:30 |
| Central Argentino Olímpico | 84-93  | Salta Basket         | Raúl Braica            | 23 de marzo | 21:30 |
| Rivadavia (M)              | 74-89  | San Isidro (SF)      | Leopoldo Brozovix      | 23 de marzo | 21:30 |
| Colón                      | 78-55  | Estudiantes (T)      | Roque Otrino           | 24 de marzo | 21:00 |
| Libertad                   | 99-104 | Salta Basket         | El Hogar de los Tigres | 25 de marzo | 21:00 |
| Independiente (O)          | 62-65  | Barrio Parque        | El Gigante             | 25 de marzo | 21:00 |
| Jáchal BC                  | 88-106 | San Isidro (SF)      | Papa Francisco         | 25 de marzo | 21:00 |
| Central Argentino Olímpico | 79-85  | Villa San Martín (R) | Raúl Braica            | 25 de marzo | 21:30 |
| Echagüe                    | 102-90 | Estudiantes (T)      | Luis Butta             | 26 de marzo | 21:30 |
| Independiente BBC          | 81-76  | Villa San Martín (R) | Israel Parnás          | 27 de marzo | 20:00 |
| Libertad                   | 103-75 | Rivadavia (M)        | El Hogar de los Tigres | 27 de marzo | 20:00 |
| Deportivo Norte (A)        | 81-77  | Salta Basket         | Jorge Ferrero          | 27 de marzo | 20:00 |

| Ameghino (VM)              | 109-75 | Jáchal BC                  | La Leonera             | 28 de marzo | 21:30 |
| Colón                      | 77-86  | Rivadavia (M)              | Roque Otrino           | 29 de marzo | 21:00 |
| Estudiantes (T)            | 90-101 | Central Argentino Olímpico | Dionisio Muruaga       | 29 de marzo | 21:00 |
| Deportivo Norte (A)        | 89-59  | Jáchal BC                  | Jorge Ferrero          | 30 de marzo | 21:30 |
| Colón                      | 85-87  | Independiente BBC          | Roque Otrino           | 31 de marzo | 11:00 |
| Echagüe                    | 87-67  | Rivadavia (M)              | Luis Butta             | 31 de marzo | 21:00 |
| Salta Basket               | 91-80  | Central Argentino Olímpico | Polideportivo Delmi    | 31 de marzo | 21:30 |
| Villa San Martín (R)       | 84-87  | Independiente (O)          | Villa San Martín       | 1 de abril  | 21:30 |
| San Isidro (SF)            | 101-82 | Barrio Parque              | Severo Robledo         | 1 de abril  | 21:30 |
| Echagüe                    | 81-86  | Independiente BBC          | Luis Butta             | 2 de abril  | 21:30 |
| Libertad                   | 77-75  | Deportivo Norte (A)        | El Hogar de los Tigres | 3 de abril  | 20:00 |
| Central Argentino Olímpico | 95-92  | Independiente (O)          | Raúl Braica            | 3 de abril  | 21:00 |
| Ameghino (VM)              | 105-76 | Estudiantes (T)            | La Leonera             | 4 de abril  | 21:30 |
| Independiente (O)          | 81-68  | Estudiantes (T)            | El Gigante             | 6 de abril  | 21:00 |
| Jáchal BC                  | 94-112 | Salta Basket               | Papa Francisco         | 6 de abril  | 21:00 |
| San Isidro (SF)            | 66-65  | Villa San Martín           | Severo Robledo         | 6 de abril  | 21:30 |
| Ameghino (VM)              | 90-86  | Central Argentino Olímpico | La Leonera             | 6 de abril  | 21:30 |
| Deportivo Norte (A)        | 86-89  | Independiente BBC          | Jorge Ferrero          | 6 de abril  | 21:30 |
| Rivadavia (M)              | 72-68  | Colón                      | Leopoldo Brozovix      | 6 de abril  | 21:30 |
| Jáchal BC                  | 78-98  | Colón                      | Papa Francisco         | 8 de abril  | 21:00 |
| Libertad                   | 94-98  | Villa San Martín (R)       | El Hogar de los Tigres | 8 de abril  | 21:00 |
| Barrio Parque              | 102-75 | Estudiantes (T)            | Teatro del Parque      | 8 de abril  | 21:00 |
| Rivadavia (M)              | 71-78  | Salta Basket               | Leopoldo Brozovix      | 8 de abril  | 21:30 |
| San Isidro (SF)            | 103-67 | Indepediente (O)           | Severo Robledo         | 8 de abril  | 21:30 |
| Ameghino (VM)              | 80-68  | Independiente BBC          | La Leonera             | 8 de abril  | 21:30 |
| Deportivo Norte (A)        | 70-67  | Central Argentino Olímpico | Jorge Ferrero          | 8 de abril  | 21:30 |

#### Conferencia sur
| Equipo | Equipo                     | Arr  | PJ | PG | PP | Pts  |
| ------ | -------------------------- | ---- | -- | -- | -- | ---- |
| 1.°    | Deportivo Viedma           | 13,0 | 28 | 19 | 9  | 60,0 |
| 2.°    | Zárate Basket              | 13,0 | 28 | 17 | 11 | 58,0 |
| 3.°    | Racing (Chivilcoy)         | 12,0 | 28 | 17 | 11 | 57,0 |
| 4.°    | Estudiantes (Olavarría)    | 10,0 | 28 | 19 | 9  | 57,0 |
| 5.°    | Estudiantes Concordia      | 11,5 | 28 | 16 | 12 | 55,5 |
| 6.°    | Villa Mitre (Bahía Blanca) | 11,5 | 28 | 16 | 12 | 55,5 |
| 7.°    | Gimnasia (La Plata)        | 11,0 | 28 | 15 | 13 | 54,0 |
| 8.°    | Ciclista Juninense         | 10,0 | 28 | 16 | 12 | 54,0 |
| 9.°    | Del Progreso               | 10,0 | 28 | 13 | 15 | 51,0 |
| 10.°   | Pergamino Básquet          | 8,0  | 28 | 15 | 13 | 51,0 |
| 11.°   | Lanús                      | 10,5 | 28 | 12 | 16 | 50,5 |
| 12.°   | Quilmes                    | 10,0 | 28 | 11 | 17 | 49,0 |
| 13.°   | Tomás de Rocamora          | 10,0 | 28 | 8  | 20 | 46,0 |
| 14.°   | Bahía Basket               | 8,5  | 28 | 9  | 19 | 45,5 |
| 15.°   | Parque Sur                 | 8,5  | 28 | 7  | 21 | 43,5 |

|  | Clasificado a cuartos de final.   |
|  | Clasificado a la reclasificación. |
|  | Clasificado a los play-in.        |

1. ↑  El encuentro entre San Isidro de San Francisco y Libertad del 11 de enero de 2022 no se disputó. El elenco visitante no se presentó por tener parte del plantel con casos positivos de COVID-19.[17]
2. 1 2  El desempate entre Racing de Chivilcoy y Estudiantes de Olavarría favoreció al primero mencionado por la suma de los puntos obtenidos en los enfrentamientos entre ambos. Racing sumó 138 tantos mientras que Estudiantes logró 128 puntos.
3. 1 2  El desempate entre Estudiantes Concordia y Villa Mitre de Bahía Blanca favoreció al primero mencionado por la suma de los puntos obtenidos en los enfrentamientos entre ambos. Estudiantes sumó 150 tantos mientras que Villa Mitre logró 143 puntos.
4. 1 2  El desempate entre Gimnasia y Esgrima La Plata y Ciclista Juninense favorece al equipo platense puesto que ganó los dos enfrentamientos entre estos equipos en esta fase del torneo.
5. 1 2  El desempate entre Del Progreso y Pergamino Básquet favorece al equipo rionegrino puesto que ganó los dos enfrentamientos entre estos equipos en esta fase del torneo.

| Lanús                 | 82-71  | Ciclista Juninense    | Antonio Rotili         | 3 de diciembre  | 21:00 |
| Gimnasia (LP)         | 82-61  | Pergamino Básquet     | Víctor Nethol          | 3 de diciembre  | 21:00 |
| Racing (Chivilcoy)    | 94-87  | Zárate Basket         | Oscar y Alfredo Barca  | 3 de diciembre  | 21:00 |
| Quilmes               | 76-98  | Deportivo Viedma      | Islas Malvinas         | 3 de diciembre  | 21:00 |
| Estudiantes (O)       | 79-68  | Del Progreso          | Parque Carlos Guerrero | 3 de diciembre  | 21:00 |
| Tomás de Rocamora     | 69-76  | Bahía Basket          | Julio César Pacagnella | 3 de diciembre  | 21:30 |
| Estudiantes Concordia | 75-65  | Villa Mitre (BB)      | El Gigante Verde       | 4 de diciembre  | 21:30 |
| Parque Sur            | 68-74  | Bahía Basket          | Parque Sur             | 4 de diciembre  | 22:00 |
| Quilmes               | 74-88  | Del Progreso          | Islas Malvinas         | 5 de diciembre  | 20:00 |
| Lanús                 | 77-63  | Pergamino Básquet     | Antonio Rotili         | 5 de diciembre  | 20:00 |
| Gimnasia (LP)         | 73-76  | Ciclista Juninense    | Víctor Nethol          | 5 de diciembre  | 21:00 |
| Zárate Basket         | 95-79  | Racing (Chivilcoy)    | Carlos Vasino          | 5 de diciembre  | 21:00 |
| Estudiantes (O)       | 90-84  | Deportivo Viedma      | Parque Carlos Guerrero | 5 de diciembre  | 21:00 |
| Estudiantes Concordia | 75-70  | Bahía Basket          | El Gigante Verde       | 6 de diciembre  | 21:00 |
| Parque Sur            | 78-69  | Villa Mitre (BB)      | Parque Sur             | 6 de diciembre  | 21:00 |
| Tomás de Rocamora     | 64-61  | Villa Mitre (BB)      | Julio Paccagnella      | 7 de diciembre  | 21:30 |
| Lanús                 | 102-99 | Gimnasia (LP)         | Antonio Rotili         | 8 de diciembre  | 21:00 |
| Parque Sur            | 82-68  | Estudiantes Concordia | Parque Sur             | 9 de diciembre  | 21:00 |
| Bahía Basket          | 75-88  | Zárate Basket         | Dow Center             | 10 de diciembre | 20:30 |
| Deportivo Viedma      | 97-76  | Quilmes               | Ángel Cayetano Arias   | 10 de diciembre | 21:00 |
| Ciclista Juninense    | 73-68  | Pergamino Básquet     | Raúl Chuni Merlo       | 10 de diciembre | 21:30 |
| Racing (Chivilcoy)    | 83-88  | Gimnasia (LP)         | Oscar y Alfredo Barca  | 11 de diciembre | 21:00 |
| Villa Mitre (BB)      | 66-73  | Zárate Basket         | José Martínez          | 12 de diciembre | 20:30 |
| Del Progreso          | 97-69  | Quilmes               | Del Progreso           | 12 de diciembre | 21:00 |
| Deportivo Viedma      | 96-81  | Estudiantes (O)       | Ángel Cayetano Arias   | 12 de diciembre | 21:00 |
| Estudiantes Concordia | 80-70  | Tomás de Rocamora     | El Gigante Verde       | 12 de diciembre | 21:00 |

| Racing (Chivilcoy) | 83-74  | Lanús              | Oscar y Alfredo Barca  | 13 de diciembre | 21:00 |
| Pergamino Básquet  | 52-69  | Ciclista Juninense | Ricardo Dorado Merlo   | 13 de diciembre | 21:00 |
| Del Progreso       | 84-77  | Estudiantes (O)    | Del Progreso           | 14 de diciembre | 21:00 |
| Parque Sur         | 59-48  | Tomás de Rocamora  | Parque Sur             | 15 de diciembre | 22:00 |
| Pergamino Básquet  | 103-78 | Racing (Chivilcoy) | Ricardo Dorado Merlo   | 19 de diciembre | 21:00 |
| Ciclista Juninense | 77-60  | Lanús              | Raúl Chuni Merlo       | 19 de diciembre | 21:00 |
| Estudiantes (O)    | 97-71  | Quilmes            | Parque Carlos Guerrero | 19 de diciembre | 21:00 |
| Tomás de Rocamora  | 86-45  | Parque Sur         | Julio Paccagnella      | 19 de diciembre | 21:30 |

| 21/12 al 6/01, semanas del receso estival. |
| ------------------------------------------ |

| Bahía Basket          | 71-92   | Quilmes            | Dow Center                            | 7 de enero  | 20:30 |
| Deportivo Viedma      | 94-88   | Zárate Basket      | Polideportivo Ángel Cayetano Arias    | 7 de enero  | 21:00 |
| Pergamino Básquet     | 80-78   | Lanús              | Dorado Merlo                          | 8 de enero  | 22:00 |
| Bahía Basket          | 91-87   | Gimnasia (LP)      | Dow Center                            | 9 de enero  | 20:30 |
| Villa Mitre (BB)      | 84-69   | Quilmes            | José Martínez                         | 9 de enero  | 21:00 |
| Ciclista Juninense    | 76-68   | Racing (Chivilcoy) | Raúl Merlo                            | 9 de enero  | 21:00 |
| Del Progreso          | 80-99   | Zárate Basket      | Del Progreso                          | 9 de enero  | 21:00 |
| Estudiantes Concordia | 73-81   | Estudiantes (O)    | El Gigante Verde                      | 9 de enero  | 21:00 |
| Villa Mitre (BB)      | 74-69   | Gimnasia (LP)      | José Martínez                         | 11 de enero | 21:00 |
| Tomás de Rocamora     | 75-87   | Estudiantes (O)    | Julio Pacagnella                      | 11 de enero | 21:30 |
| Parque Sur            | 77-109  | Estudiantes (O)    | Parque Sur                            | 12 de enero | 21:00 |
| Lanús                 | 62-69   | Racing (Chivilcoy) | Antonio Rotili                        | 13 de enero | 21:00 |
| Del Progreso          | 102-105 | Deportivo Viedma   | Del Progreso                          | 14 de enero | 21:00 |
| Bahía Basket          | 51-76   | Villa Mitre (BB)   | Polideportivo Municipal Monte Hermoso | 14 de enero | 21:30 |
| Zárate Basket         | 86-91   | Pergamino Básquet  | Carlos Vasino                         | 14 de enero | 21:30 |
| Zárate Basket         | 70-62   | Ciclista Juninense | Carlos Vasino                         | 16 de enero | 21:30 |

| Racing (Chivilcoy) | 91-72 | Estudiantes Concordia | Oscar y Alfredo Barca              | 17 de enero | 21:00 |
| Quilmes            | 60-65 | Villa Mitre (BB)      | Islas Malvinas                     | 17 de enero | 21:00 |
| Gimnasia (LP)      | 91-82 | Bahía Basket          | Víctor Nethol                      | 18 de enero | 21:00 |
| Estudiantes (O)    | 79-64 | Villa Mitre (BB)      | Parque Carlos Guerrero             | 19 de enero | 21:00 |
| Del Progreso       | 98-92 | Estudiantes Concordia | Del Progreso                       | 19 de enero | 21:00 |
| Pergamino Básquet  | 87-60 | Tomás de Rocamora     | Ricardo Merlo                      | 20 de enero | 21:00 |
| Lanús              | 65-92 | Bahía Basket          | Antonio Rotili                     | 20 de enero | 21:00 |
| Ciclista Juninense | 98-62 | Tomás de Rocamora     | Raúl "Chuni" Merlo                 | 21 de enero | 21:30 |
| Zárate Basket      | 73-67 | Parque Sur            | Carlos Vasino                      | 21 de enero | 21:30 |
| Deportivo Viedma   | 85-84 | Estudiantes Concordia | Polideportivo Ángel Cayetano Arias | 21 de enero | 21:30 |
| Lanús              | 67-75 | Parque Sur            | Antonio Rotili                     | 22 de enero | 20:00 |
| Racing (Chivilcoy) | 76-62 | Tomás de Rocamora     | Oscar y Alfredo Barca              | 23 de enero | 21:00 |
| Ciclista Juninense | 75-74 | Del Progreso          | Raúl "Chuni" Merlo                 | 23 de enero | 21:30 |

| Quilmes               | 76-86  | Gimnasia (LP)    | Islas Malvinas                           | 24 de enero | 21:00 |
| Pergamino Básquet     | 105-95 | Del Progreso     | Ricardo Merlo                            | 25 de enero | 21:00 |
| Parque Sur            | 92-64  | Deportivo Viedma | Parque Sur                               | 25 de enero | 21:00 |
| Villa Mitre (BB)      | 86-75  | Bahía Basket     | Polideportivo Municipal de Monte Hermoso | 25 de enero | 21:30 |
| Estudiantes (O)       | 91-73  | Gimnasia (LP)    | Parque Carlos Guerrero                   | 26 de enero | 21:00 |
| Racing (Chivilcoy)    | 90-85  | Del Progreso     | Oscar y Alfredo Barca                    | 27 de enero | 21:00 |
| Tomás de Rocamora     | 86-81  | Deportivo Viedma | Julio César Paccagnella                  | 27 de enero | 21:30 |
| Lanús                 | 85-91  | Villa Mitre (BB) | Antonio Rotili                           | 29 de enero | 20:00 |
| Gimnasia (LP)         | 74-72  | Zárate Basket    | Polideportivo Víctor Nethol              | 29 de enero | 21:00 |
| Estudiantes Concordia | 82-76  | Deportivo Viedma | El Gigante Verde                         | 29 de enero | 21:30 |
| Ciclista Juninense    | 81-77  | Bahía Basket     | Raúl "Chuni" Merlo                       | 30 de enero | 21:00 |

| Gimnasia (LP)         | 97-68  | Villa Mitre (BB)   | Víctor Nethol          | 31 de enero  | 21:00 |
| Parque Sur            | 87-88  | Quilmes            | Parque Sur             | 31 de enero  | 21:30 |
| Del Progreso          | 93-103 | Pergamino Básquet  | Del Progreso           | 1 de febrero | 21:00 |
| Racing (Chivilcoy)    | 76-70  | Bahía Basket       | Oscar y Alfredo Barca  | 1 de febrero | 21:00 |
| Tomás de Rocamora     | 69-73  | Quilmes            | Julio Pacagnella       | 1 de febrero | 21:30 |
| Zárate Basket         | 89-72  | Villa Mitre (BB)   | Carlos Vasino          | 1 de febrero | 21:30 |
| Estudiantes (O)       | 84-79  | Ciclista Juninense | Parque Carlos Guerrero | 2 de febrero | 21:30 |
| Estudiantes Concordia | 75-74  | Quilmes            | El Gigante Verde       | 3 de febrero | 21:00 |
| Deportivo Viedma      | 94-81  | Pergamino Básquet  | Ángel Cayetano Arias   | 3 de febrero | 21:30 |
| Tomás de Rocamora     | 82-69  | Lanús              | Julio Pacagnella       | 3 de febrero | 21:30 |
| Del Progreso          | 92-80  | Racing (Chivilcoy) | Del Progreso           | 4 de febrero | 21:00 |
| Bahía Basket          | 91-99  | Pergamino Básquet  | Dow Center             | 5 de febrero | 20:30 |
| Parque Sur            | 70-76  | Lanús              | Parque Sur             | 5 de febrero | 21:30 |
| Quilmes               | 58-60  | Estudiantes (O)    | Islas Malvinas         | 6 de febrero | 20:00 |
| Villa Mitre (BB)      | 93-73  | Pergamino Básquet  | José Martínez          | 6 de febrero | 20:30 |
| Deportivo Viedma      | 94-80  | Racing (Chivilcoy) | Ágel Cayetano Arias    | 6 de febrero | 21:30 |
| Ciclista Juninense    | 96-85  | Gimnasia (LP)      | Raúl "Chuni" Merlo     | 6 de febrero | 21:30 |

| Estudiantes Concordia | 100-62 | Lanús                 | El Gigante Verde       | 7 de febrero  | 21:00 |
| Bahía Basket          | 79-87  | Racing (Chivilcoy)    | Dow Center             | 8 de febrero  | 20:30 |
| Quilmes               | 76-71  | Zárate Basket         | Islas Malvinas         | 8 de febrero  | 21:00 |
| Villa Mitre (BB)      | 81-77  | Racing (Chivilcoy)    | José Martínez          | 9 de febrero  | 21:00 |
| Deportivo Viedma      | 82-74  | Ciclista Juninense    | Ángel Cayetano Arias   | 9 de febrero  | 21:30 |
| Quilmes               | 80-82  | Estudiantes Concordia | Islas Malvinas         | 10 de febrero | 21:00 |
| Gimnasia (LP)         | 73-52  | Tomás de Rocamora     | Víctor Nethol          | 10 de febrero | 21:00 |
| Estudiantes (O)       | 81-72  | Zárate Basket         | Parque Carlos Guerrero | 10 de febrero | 21:30 |
| Lanús                 | 75-70  | Tomás de Rocamora     | Antonio Rotili         | 11 de febrero | 21:00 |
| Del Progreso          | 93-90  | Ciclista Juninense    | Del Progreso           | 11 de febrero | 21:00 |
| Estudiantes (O)       | 72-83  | Estudiantes Concordia | Parque Carlos Guerrero | 12 de febrero | 21:00 |
| Gimnasia (LP)         | 72-85  | Deportivo Viedma      | Víctor Nethol          | 12 de febrero | 21:00 |
| Pergamino Básquet     | 105-72 | Parque Sur            | Ricardo Merlo          | 13 de febrero | 21:00 |
| Bahía Basket          | 72-92  | Estudiantes Concordia | Dow Center             | 14 de febrero | 20:30 |
| Lanús                 | 100-85 | Deportivo Viedma      | Antonio Rotili         | 14 de febrero | 21:00 |
| Ciclista Juninense    | 69-53  | Parque Sur            | Raúl "Chuni" Merlo     | 14 de febrero | 21:30 |

| Villa Mitre (BB)   | 78-75  | Estudiantes Concordia | Polideportivo Municipal Monte Hermoso | 15 de febrero | 21:00 |
| Racing (Chivilcoy) | 100-77 | Parque Sur            | Oscar y Alfredo Barca                 | 16 de febrero | 21:00 |
| Pergamino Básquet  | 78-73  | Gimnasia (LP)         | Ricardo Merlo                         | 16 de febrero | 21:00 |
| Zárate Basket      | 90-87  | Deportivo Viedma      | Carlos Vasino                         | 16 de febrero | 21:30 |
| Tomás de Rocamora  | 50-78  | Ciclista Juninense    | Julio Pacagnella                      | 17 de febrero | 21:30 |
| Pergamino Básquet  | 86-69  | Quilmes               | Ricardo Merlo                         | 18 de febrero | 21:00 |
| Zárate Basket      | 84-71  | Lanús                 | Carlos Vasino                         | 18 de febrero | 21:30 |
| Parque Sur         | 73-77  | Ciclista Juninense    | Parque Sur                            | 19 de febrero | 21:00 |
| Deportivo Viedma   | 95-82  | Del Progreso          | Ángel Cayetano Arias                  | 19 de febrero | 21:30 |
| Zárate Basket      | 99-94  | Quilmes               | Carlos Vasino                         | 20 de febrero | 21:30 |

| Bahía Basket          | 85-92  | Del Progreso       | Dow Center                            | 21 de febrero | 20:30 |
| Pergamino Básquet     | 83-78  | Estudiantes (O)    | Carlos Vasino                         | 21 de febrero | 21:00 |
| Estudiantes Concordia | 89-64  | Parque Sur         | El Gigante Verde                      | 21 de febrero | 21:00 |
| Gimnasia (LP)         | 73-76  | Racing (Chivilcoy) | Víctor Nethol                         | 21 de febrero | 21:00 |
| Villa Mitre (BB)      | 96-85  | Del Progreso       | Polideportivo Municipal Monte Hermoso | 22 de febrero | 21:00 |
| Ciclista Juninense    | 71-84  | Estudiantes (O)    | Raúl "Chuni" Merlo                    | 22 de febrero | 21:30 |
| Bahía Basket          | 94-80  | Deportivo Viedma   | Dow Center                            | 23 de febrero | 20:30 |
| Lanús                 | 74-60  | Zárate Basket      | Antonio Rotili                        | 24 de febrero | 21:00 |
| Gimnasia (LP)         | 96-71  | Parque Sur         | Víctor Nethol                         | 24 de febrero | 21:00 |
| Quilmes               | 77-76  | Tomás de Rocamora  | Islas Malvinas                        | 25 de febrero | 21:00 |
| Estudiantes (O)       | 84-79  | Parque Sur         | Parque Carlos Guerrero                | 25 de febrero | 21:30 |
| Villa Mitre (BB)      | 94-104 | Deportivo Viedma   | Polideportivo Municipal Monte Hermoso | 25 de febrero | 21:30 |
| Quilmes               | 68-66  | Parque Sur         | Islas Malvinas                        | 27 de febrero | 20:00 |
| Del Progreso          | 85-86  | Gimnasia (LP)      | Víctor Nethol                         | 27 de febrero | 21:00 |
| Estudiantes (O)       | 60-49  | Tomás de Rocamora  | Parque Carlos Guerrero                | 27 de febrero | 21:00 |

| Ciclista Juninense    | 64-73  | Villa Mitre (BB)   | Raúl "Chuni" Merlo     | 28 de febrero | 21:30 |
| Estudiantes Concordia | 58-72  | Zárate Basket      | El Gigante Verde       | 1 de marzo    | 21:00 |
| Deportivo Viedma      | 74-72  | Gimnasia (LP)      | Ángel Cayetano Arias   | 1 de marzo    | 21:30 |
| Racing (Chivilcoy)    | 96-69  | Villa Mitre (BB)   | Oscar y Alfredo Barca  | 2 de marzo    | 21:00 |
| Del Progreso          | 90-75  | Bahía Basket       | Dow Center             | 2 de marzo    | 21:00 |
| Estudiantes Concordia | 81-64  | Ciclista Juninense | El Gigante Verde       | 3 de marzo    | 21:00 |
| Parque Sur            | 66-75  | Zárate Basket      | Parque Sur             | 3 de marzo    | 21:00 |
| Pergamino Básquet     | 105-80 | Villa Mitre (BB)   | Ricardo Merlo          | 3 de marzo    | 21:00 |
| Deportivo Viedma      | 89-96  | Bahía Basket       | Ángel Cayetano Arias   | 4 de marzo    | 21:20 |
| Estudiantes (O)       | 57-55  | Racing (Chivilcoy) | Parque Carlos Guerrero | 5 de marzo    | 21:00 |
| Tomás de Rocamora     | 74-82  | Zárate Basket      | Julio Pacagnella       | 5 de marzo    | 21:30 |
| Quilmes               | 79-67  | Racing (Chivilcoy) | Islas Malvinas         | 6 de marzo    | 20:00 |

| Estudiantes Concordia | 100-62 | Lanús                 | El Gigante Verde      | 7 de febrero | 21:00 |
| Del Progreso          | 83-90  | Lanús                 | Del Progreso          | 8 de marzo   | 21:00 |
| Tomás de Rocamora     | 77-65  | Gimnasia (LP)         | Julio Paccagnella     | 9 de marzo   | 21:30 |
| Zárate Basket         | 100-86 | Estudiantes (O)       | Carlos Vasino         | 10 de marzo  | 21:30 |
| Deportivo Viedma      | 73-65  | Lanús                 | Ángel Cayetano Arias  | 10 de marzo  | 21:30 |
| Ciclista Juninense    | 73-50  | Estudiantes Concordia | Raúl "Chuni" Merlo    | 10 de marzo  | 21:30 |
| Racing (Chivilcoy)    | 83-71  | Estudiantes (O)       | Oscar y Alfredo Barca | 11 de marzo  | 21:00 |
| Parque Sur            | 79-80  | Gimnasia (LP)         | Parque Sur            | 11 de marzo  | 21:30 |
| Villa Mitre (BB)      | 93-89  | Lanús                 | José Martínez         | 12 de marzo  | 20:30 |
| Pergamino Básquet     | 86-80  | Estudiantes Concordia | Ricardo Merlo         | 12 de marzo  | 21:00 |
| Bahía Basket          | 69-78  | Tomás de Rocamora     | Dow Center            | 13 de marzo  | 20:30 |
| Zárate Basket         | 74-96  | Estudiantes Concordia | Carlos Vasino         | 13 de marzo  | 21:30 |

| Bahía Basket       | 72-76 | Lanús              | Dow Center             | 14 de marzo | 20:30 |
| Villa Mitre (BB)   | 82-58 | Tomás de Rocamora  | José Martínez          | 14 de marzo | 21:00 |
| Quilmes            | 89-76 | Pergamino Básquet  | Islas Malvinas         | 15 de marzo | 21:00 |
| Del Progreso       | 89-77 | Parque Sur         | Del Progreso           | 16 de marzo | 21:00 |
| Racing (Chivilcoy) | 72-70 | Ciclista Juninense | Oscar y Alfredo Barca  | 16 de marzo | 21:00 |
| Deportivo Viedma   | 71-65 | Tomás de Rocamora  | Ángel Cayetano Arias   | 16 de marzo | 21:30 |
| Estudiantes (O)    | 75-68 | Pergamino Básquet  | Parque Carlos Guerrero | 17 de marzo | 21:00 |
| Del Progreso       | 97-65 | Tomás de Rocamora  | Del Progreso           | 18 de marzo | 21:00 |
| Deportivo Viedma   | 97-68 | Parque Sur         | Ángel Cayetano Arias   | 18 de marzo | 21:30 |
| Gimnasia (LP)      | 82-59 | Quilmes            | Víctor Nethol          | 19 de marzo | 21:00 |
| Ciclista Juninense | 90-65 | Zárate Basket      | Raúl "Chuni" Merlo     | 19 de marzo | 21:30 |
| Bahía Basket       | 79-56 | Parque Sur         | Dow Center             | 20 de marzo | 20:30 |

| Estudiantes Concordia | 79-70   | Del Progreso          | El Gigante Verde       | 21 de marzo | 21:00 |
| Pergamino Básquet     | 105-87  | Zárate Basket         | Ricardo Merlo          | 21 de marzo | 21:00 |
| Lanús                 | 81-84   | Quilmes               | Antonio Rotili         | 21 de marzo | 21:00 |
| Villa Mitre (BB)      | 73-67   | Parque Sur            | José Martínez          | 21 de marzo | 21:00 |
| Bahía Basket          | 76-94   | Ciclista Juninense    | Dow Center             | 22 de marzo | 20:30 |
| Parque Sur            | 68-72   | Del Progreso          | Parque Sur             | 24 de marzo | 21:30 |
| Estudiantes (O)       | 76-81   | Lanús                 | Parque Carlos Guerrero | 25 de marzo | 21:00 |
| Quilmes               | 88-81   | Bahía Basket          | Islas Malvinas         | 25 de marzo | 21:00 |
| Racing (Chivilcoy)    | 74-78   | Deportivo Viedma      | Oscar y Alfredo Barca  | 25 de marzo | 21:00 |
| Zárate Basket         | 90-99   | Gimnasia (LP)         | Carlos Vasino          | 25 de marzo | 21:30 |
| Estudiantes (O)       | 69-78   | Bahía Basket          | Parque Carlos Guerrero | 27 de marzo | 20:00 |
| Quilmes               | 73-74   | Lanús                 | Islas Malvinas         | 27 de marzo | 20:00 |
| Pergamino Básquet     | 105-107 | Deportivo Viedma      | Ricardo Merlo          | 27 de marzo | 21:00 |
| Tomás de Rocamora     | 67-76   | Estudiantes Concordia | Julio Pacagnella       | 27 de marzo | 21:00 |

| Ciclista Juninense    | 101-102 | Deportivo Viedma      | Raúl "Chuni" Merlo    | 29 de marzo | 21:30 |
| Estudiantes Concordia | 98-70   | Pergamino Básquet     | El Gigante Verde      | 30 de marzo | 21:00 |
| Bahía Basket          | 84-65   | Estudiantes (O)       | Dow Center            | 31 de marzo | 20:30 |
| Gimnasia (LP)         | 80-72   | Lanús                 | Víctor Nethol         | 31 de marzo | 21:00 |
| Zárate Básket         | 99-75   | Del Progreso          | Carlos Vasino         | 31 de marzo | 21:30 |
| Racing (Chivilcoy)    | 85-72   | Quilmes               | Oscar y Alfredo Barca | 1 de abril  | 21:00 |
| Villa Mitre (BB)      | 72-78   | Estudiantes (O)       | José Martínez         | 1 de abril  | 21:00 |
| Parque Sur            | 89-79   | Pergamino Básquet     | Parque Sur            | 1 de abril  | 22:00 |
| Lanús                 | 73-79   | Del Progreso          | Antonio Rotili        | 2 de abril  | 20:00 |
| Tomás de Rocamora     | 87-72   | Pergamino Básquet     | Julio Pacagnella      | 3 de abril  | 21:00 |
| Gimnasia (LP)         | 77-59   | Del Progreso          | Víctor Nethol         | 3 de abril  | 21:00 |
| Ciclista Juninense    | 65-75   | Quilmes               | Raúl "Chuni" Merlo    | 3 de abril  | 21:30 |
| Estudiantes Concordia | 63-67   | Racing (Chivilcoy)    | El Gigante Verde      | 4 de abril  | 21:00 |
| Lanús                 | 75-60   | Estudiantes Concordia | Antonio Rotili        | 6 de abril  | 21:00 |
| Gimnasia (LP)         | 78-86   | Estudiantes (O)       | Víctor Nethol         | 6 de abril  | 21:00 |
| Tomás de Rocamora     | 72-81   | Racing (Chivilcoy)    | Julio Paccagnella     | 6 de abril  | 21:30 |
| Zárate Basket         | 111-101 | Bahía Basket          | Carlos Vasino         | 6 de abril  | 21:30 |
| Deportivo Viedma      | 80-86   | Villa Mitre (BB)      | Ángel Cayetano Arias  | 6 de abril  | 21:30 |
| Pergamino Básquet     | 90-83   | Bahía Basket          | Ricardo Merlo         | 8 de abril  | 21:00 |
| Quilmes               | 69-80   | Ciclista Juninense    | Islas Malvinas        | 8 de abril  | 21:00 |
| Lanús                 | 74-86   | Estudiantes (O)       | Antonio Rotili        | 8 de abril  | 21:00 |
| Gimnasia (LP)         | 89-78   | Estudiantes Concordia | Víctor Nethol         | 8 de abril  | 21:00 |
| Del Progreso          | 92-88   | Villa Mitre (BB)      | Del Progreso          | 8 de abril  | 21:00 |
| Zárate Basket         | 98-59   | Tomás de Rocamora     | Carlos Vasino         | 8 de abril  | 21:00 |
| Parque Sur            | 101-95  | Racing (Chivilcoy)    | Parque Sur            | 8 de abril  | 21:30 |

### Postemporada; play-offs

#### Play-In

##### Conferencia norte
|  | Primera eliminatoria | Primera eliminatoria | Primera eliminatoria |    |  | Segunda eliminatoria | Segunda eliminatoria | Segunda eliminatoria |  | Clasificados | Clasificados    |
|  |                      |                      |                      |    |  |                      |                      |                      |  |              |                 |
|  | 11N                  | Rivadavia (M)        | 68                   |    |  |                      |                      |                      |  | 11N          | Rivadavia (M)   |
|  | 12N                  | Colón                | 63                   |    |  |                      |                      |                      |  |              |                 |
|  |                      |                      |                      |    |  | 12N                  | Colón                | 96                   |  | 13N          | Estudiantes (T) |
|  |                      | 13N                  | Estudiantes (T)      | 97 |  |                      |                      |                      |  |              |                 |
|  | 13N                  | Estudiantes (T)      | 66                   |    |  |                      |                      |                      |  |              |                 |
|  | 14N                  | Echagüe              | 55                   |    |  |                      |                      |                      |  |              |                 |

Rivadavia (Mendoza) - Colón
| 10 de abril, 21:00 | Rivadavia (M)                                              | 68–63                | Colón                                                                | Rivadavia                                                                         |  |
|                    | Parciales: 14-18, 20-15, 17-17, 17-13                      |                      |                                                                      |                                                                                   |  |
|                    | Estadísticas Lautaro Cabrera 14 Abel Trejo 10 Abel Trejo 3 | Reporte Pts Reb Asts | Estadísticas 19 Gregorio Eseverri 6 Ignacio Zulberti 4 Tomás Ludueña | Pabellón: Estadio Leopoldo Brozovix Árbitros: * A. Ponzo * O. Leyton * A. Cassina |  |

Estudiantes (Tucumán) - Echagüe
| 11 de abril, 21:00 | Estudiantes (T)                                                         | 66–55                | Echagüe                                                              | San Miguel de Tucumán                                                           |  |
|                    | Parciales: 14-14, 13-13, 18-15, 21-13                                   |                      |                                                                      |                                                                                 |  |
|                    | Estadísticas Ignacio Echeverría 19 Ignacio Echeverría 11 José Muruaga 3 | Reporte Pts Reb Asts | Estadísticas 13 Rodrigo Riquelme 10 Christian Rolher 3 Dallas Morgan | Pabellón: Estadio Dionisio Muruaga Árbitros: * G. Tarifeño * N. Danna * E. Paez |  |

Colón - Estudiantes (Tucumán)
| 14 de abril, 21:00 | Colón                                                         | 96–97                | Estudiantes (T)                                                   | Santa Fe                                                                            |  |
|                    | Parciales: 22-27, 16-16, 26-23, 14-12 (T.E.: 7-7, 7-7, 4-5)   |                      |                                                                   |                                                                                     |  |
|                    | Estadísticas Matías Cueva 36 Joaquín Ríos 15 Tomás Ludueña 10 | Reporte Pts Reb Asts | Estadísticas 19 José Muruaga 17 Conrado Echevarría 6 José Muruaga | Pabellón: Gimnasio Roque Otrino Árbitros: * G. Delsart * I. Andereggen * B. Tedesco |  |

##### Conferencia sur
|  | Primera eliminatoria | Primera eliminatoria | Primera eliminatoria |    |  | Segunda eliminatoria | Segunda eliminatoria | Segunda eliminatoria |  | Clasificados | Clasificados |
|  |                      |                      |                      |    |  |                      |                      |                      |  |              |              |
|  | 11S                  | Lanús                | 77                   |    |  |                      |                      |                      |  | 11S          | Lanús        |
|  | 12S                  | Quilmes              | 70                   |    |  |                      |                      |                      |  |              |              |
|  |                      |                      |                      |    |  | 12S                  | Quilmes              | 51                   |  | 14S          | Bahía Basket |
|  |                      | 14S                  | Bahía Basket         | 63 |  |                      |                      |                      |  |              |              |
|  | 13S                  | Tomás de Rocamora    | 68                   |    |  |                      |                      |                      |  |              |              |
|  | 14S                  | Bahía Basket         | 85                   |    |  |                      |                      |                      |  |              |              |

Lanús - Quilmes
| 11 de abril, 18:00 | Lanús                                                             | 77–70                | Quilmes                                                        | Lanús                                                                              |  |
|                    | Parciales: 17-17, 19-16, 19-18, 22-19                             |                      |                                                                |                                                                                    |  |
|                    | Estadísticas Sebastián Chaine 15 Sebastián Chaine 7 Lucas Ortíz 7 | Reporte Pts Reb Asts | Estadísticas 18 Alex Negrete 9 Lucio Castellani 8 Facundo Gago | Pabellón: Estadio Antonio Rotili Árbitros: * M. Caceres * E. Macias * L. Spanghero |  |

Tomás de Rocamora - Bahía Basket
| 11 de abril, 21:30 | Tomás de Rocamora                                              | 68–85                | Bahía Basket                                                                 | Concepción del Uruguay                                                                 |  |
|                    | Parciales: 14-17, 18-23, 9-18, 27-27                           |                      |                                                                              |                                                                                        |  |
|                    | Estadísticas Galo Impini 17 Tomás Verbauwede 7 Justo Catalín 4 | Reporte Pts Reb Asts | Estadísticas 29 Gabriel Novaes Souza 13 Gabriel Novaes Souza 10 Ezequiel Paz | Pabellón: Estadio Julio César Paccagnella Árbitros: * A. Frias * E. Raboy * R. Moralez |  |

Quilmes - Bahía Basket
| 14 de abril, 21:00 | Quilmes                                                         | 51–63                | Bahía Basket                                                                 | Mar del Plata                                                                        |  |
|                    | Parciales: 4-21, 16-17, 19-12, 12-13                            |                      |                                                                              |                                                                                      |  |
|                    | Estadísticas Facundo Gago 14 Lucio Castellani 15 Facundo Gago 2 | Reporte Pts Reb Asts | Estadísticas 16 Valentín Forestier 11 Gabriel Novaes Souza 3 Joaquín Sánchez | Pabellón: Polideportivo Islas Malvinas Árbitros: * S. Cristian * D. Jose * B. Franco |  |

#### Play-offs de campeonato

##### Cuadro
|  | Primera Ronda | Primera Ronda         | Primera Ronda              |                            |   | Segunda Ronda | Segunda Ronda | Segunda Ronda |  |    | Cuartos de final  | Cuartos de final | Cuartos de final |  |    | Semifinales       | Semifinales | Semifinales |  |    | Final             | Final | Final |  |
|  |               |                       |                            |                            |   |               |               |               |  |    |                   |                  |                  |  |    |                   |             |             |  |    |                   |       |       |  |
|  |               |                       |                            |                            |   |               |               |               |  |    |                   |                  |                  |  |    |                   |             |             |  |    |                   |       |       |  |
|  |               |                       |                            |                            |   |               |               |               |  |    |                   |                  |                  |  |    |                   |             |             |  |    |                   |       |       |  |
|  |               |                       |                            |                            |   |               |               |               |  |    |                   |                  |                  |  |    |                   |             |             |  |    |                   |       |       |  |
|  |               |                       |                            |                            |   |               |               |               |  |    |                   |                  |                  |  |    |                   |             |             |  |    |                   |       |       |  |
|  |               | 1N                    | Independiente (O)          | 3                          |   |               |               |               |  |    |                   |                  |                  |  |    |                   |             |             |  |    |                   |       |       |  |
|  |               |                       |                            | 3                          |   |               |               |               |  |    |                   |                  |                  |  |    |                   |             |             |  |    |                   |       |       |  |
|  |               |                       | 8N                         | Independiente BBC          | 2 |               |               |               |  |    |                   |                  |                  |  |    |                   |             |             |  |    |                   |       |       |  |
|  | 8N            | Independiente BBC     | 8N                         | Independiente BBC          | 2 | 2             |               |               |  |    |                   |                  |                  |  |    |                   |             |             |  |    |                   |       |       |  |
|  | 8N            | Independiente BBC     |                            |                            |   |               |               |               |  |    |                   |                  |                  |  |    |                   |             |             |  |    |                   |       |       |  |
|  | 9N            | Deportivo Norte (A)   | 1                          |                            |   |               |               |               |  |    |                   |                  |                  |  |    |                   |             |             |  |    |                   |       |       |  |
|  | 9N            | Deportivo Norte (A)   | 1                          |                            |   |               |               |               |  | 1N | Independiente (O) | 3                |                  |  |    |                   |             |             |  |    |                   |       |       |  |
|  |               |                       |                            |                            |   |               |               |               |  | 1N | Independiente (O) | 3                |                  |  |    |                   |             |             |  |    |                   |       |       |  |
|  |               |                       | 4N                         | Central Argentino Olímpico | 1 |               |               |               |  |    |                   |                  |                  |  |    |                   |             |             |  |    |                   |       |       |  |
|  |               |                       | 4N                         | Central Argentino Olímpico | 1 |               |               |               |  |    |                   |                  |                  |  |    |                   |             |             |  |    |                   |       |       |  |
|  |               |                       |                            |                            |   |               |               |               |  |    |                   |                  |                  |  |    |                   |             |             |  |    |                   |       |       |  |
|  |               |                       |                            |                            |   |               |               |               |  |    |                   |                  |                  |  |    |                   |             |             |  |    |                   |       |       |  |
|  |               | 4N                    | Central Argentino Olímpico | 3                          |   |               |               |               |  |    |                   |                  |                  |  |    |                   |             |             |  |    |                   |       |       |  |
|  |               |                       |                            | 3                          |   |               |               |               |  |    |                   |                  |                  |  |    |                   |             |             |  |    |                   |       |       |  |
|  |               |                       | 5N                         | Ameghino (VM)              | 2 |               |               |               |  |    |                   |                  |                  |  |    |                   |             |             |  |    |                   |       |       |  |
|  | 5N            | Ameghino (VM)         | 5N                         | Ameghino (VM)              | 2 | 2             |               |               |  |    |                   |                  |                  |  |    |                   |             |             |  |    |                   |       |       |  |
|  | 5N            | Ameghino (VM)         |                            |                            |   |               |               |               |  |    |                   |                  |                  |  |    |                   |             |             |  |    |                   |       |       |  |
|  | 13N           | Estudiantes (T)       | 0                          |                            |   |               |               |               |  |    |                   |                  |                  |  |    |                   |             |             |  |    |                   |       |       |  |
|  | 13N           | Estudiantes (T)       | 0                          |                            |   |               |               |               |  |    |                   |                  |                  |  | 1N | Independiente (O) | 3           |             |  |    |                   |       |       |  |
|  |               |                       |                            |                            |   |               |               |               |  |    |                   |                  |                  |  | 1N | Independiente (O) | 3           |             |  |    |                   |       |       |  |
|  |               |                       | 3N                         | Barrio Parque              | 1 |               |               |               |  |    |                   |                  |                  |  |    |                   |             |             |  |    |                   |       |       |  |
|  |               |                       | 3N                         | Barrio Parque              | 1 |               |               |               |  |    |                   |                  |                  |  |    |                   |             |             |  |    |                   |       |       |  |
|  |               |                       |                            |                            |   |               |               |               |  |    |                   |                  |                  |  |    |                   |             |             |  |    |                   |       |       |  |
|  |               |                       |                            |                            |   |               |               |               |  |    |                   |                  |                  |  |    |                   |             |             |  |    |                   |       |       |  |
|  |               | 2N                    | San Isidro (SF)            | 3                          |   |               |               |               |  |    |                   |                  |                  |  |    |                   |             |             |  |    |                   |       |       |  |
|  |               |                       |                            | 3                          |   |               |               |               |  |    |                   |                  |                  |  |    |                   |             |             |  |    |                   |       |       |  |
|  |               |                       | 7N                         | Villa San Martín (R)       | 2 |               |               |               |  |    |                   |                  |                  |  |    |                   |             |             |  |    |                   |       |       |  |
|  | 7N            | Villa San Martín (R)  | 7N                         | Villa San Martín (R)       | 2 | 2             |               |               |  |    |                   |                  |                  |  |    |                   |             |             |  |    |                   |       |       |  |
|  | 7N            | Villa San Martín (R)  |                            |                            |   |               |               |               |  |    |                   |                  |                  |  |    |                   |             |             |  |    |                   |       |       |  |
|  | 10N           | Libertad              | 0                          |                            |   |               |               |               |  |    |                   |                  |                  |  |    |                   |             |             |  |    |                   |       |       |  |
|  | 10N           | Libertad              | 0                          |                            |   |               |               |               |  | 2N | San Isidro (SF)   | 1                |                  |  |    |                   |             |             |  |    |                   |       |       |  |
|  |               |                       |                            |                            |   |               |               |               |  | 2N | San Isidro (SF)   | 1                |                  |  |    |                   |             |             |  |    |                   |       |       |  |
|  |               |                       | 3N                         | Barrio Parque              | 3 |               |               |               |  |    |                   |                  |                  |  |    |                   |             |             |  |    |                   |       |       |  |
|  |               |                       | 3N                         | Barrio Parque              | 3 |               |               |               |  |    |                   |                  |                  |  |    |                   |             |             |  |    |                   |       |       |  |
|  |               |                       |                            |                            |   |               |               |               |  |    |                   |                  |                  |  |    |                   |             |             |  |    |                   |       |       |  |
|  |               |                       |                            |                            |   |               |               |               |  |    |                   |                  |                  |  |    |                   |             |             |  |    |                   |       |       |  |
|  |               | 3N                    | Barrio Parque              | 3                          |   |               |               |               |  |    |                   |                  |                  |  |    |                   |             |             |  |    |                   |       |       |  |
|  |               |                       |                            | 3                          |   |               |               |               |  |    |                   |                  |                  |  |    |                   |             |             |  |    |                   |       |       |  |
|  |               |                       | 6N                         | Salta Basket               | 0 |               |               |               |  |    |                   |                  |                  |  |    |                   |             |             |  |    |                   |       |       |  |
|  | 6N            | Salta Basket          | 6N                         | Salta Basket               | 0 | 2             |               |               |  |    |                   |                  |                  |  |    |                   |             |             |  |    |                   |       |       |  |
|  | 6N            | Salta Basket          |                            |                            |   |               |               |               |  |    |                   |                  |                  |  |    |                   |             |             |  |    |                   |       |       |  |
|  | 11N           | Rivadavia (M)         | 1                          |                            |   |               |               |               |  |    |                   |                  |                  |  |    |                   |             |             |  |    |                   |       |       |  |
|  | 11N           | Rivadavia (M)         | 1                          |                            |   |               |               |               |  |    |                   |                  |                  |  |    |                   |             |             |  | 1N | Independiente (O) | 3     |       |  |
|  |               |                       |                            |                            |   |               |               |               |  |    |                   |                  |                  |  |    |                   |             |             |  | 1N | Independiente (O) | 3     |       |  |
|  |               |                       | 2S                         | Zárate Basket              | 0 |               |               |               |  |    |                   |                  |                  |  |    |                   |             |             |  |    |                   |       |       |  |
|  |               |                       | 2S                         | Zárate Basket              | 0 |               |               |               |  |    |                   |                  |                  |  |    |                   |             |             |  |    |                   |       |       |  |
|  |               |                       |                            |                            |   |               |               |               |  |    |                   |                  |                  |  |    |                   |             |             |  |    |                   |       |       |  |
|  |               |                       |                            |                            |   |               |               |               |  |    |                   |                  |                  |  |    |                   |             |             |  |    |                   |       |       |  |
|  |               | 1S                    | Deportivo Viedma           | 3                          |   |               |               |               |  |    |                   |                  |                  |  |    |                   |             |             |  |    |                   |       |       |  |
|  |               |                       |                            | 3                          |   |               |               |               |  |    |                   |                  |                  |  |    |                   |             |             |  |    |                   |       |       |  |
|  |               |                       | 8S                         | Gimnasia (LP)              | 1 |               |               |               |  |    |                   |                  |                  |  |    |                   |             |             |  |    |                   |       |       |  |
|  | 8S            | Gimnasia (LP)         | 8S                         | Gimnasia (LP)              | 1 | 2             |               |               |  |    |                   |                  |                  |  |    |                   |             |             |  |    |                   |       |       |  |
|  | 8S            | Gimnasia (LP)         |                            |                            |   |               |               |               |  |    |                   |                  |                  |  |    |                   |             |             |  |    |                   |       |       |  |
|  | 9S            | Pergamino Básquet     | 0                          |                            |   |               |               |               |  |    |                   |                  |                  |  |    |                   |             |             |  |    |                   |       |       |  |
|  | 9S            | Pergamino Básquet     | 0                          |                            |   |               |               |               |  | 1S | Deportivo Viedma  | 3                |                  |  |    |                   |             |             |  |    |                   |       |       |  |
|  |               |                       |                            |                            |   |               |               |               |  | 1S | Deportivo Viedma  | 3                |                  |  |    |                   |             |             |  |    |                   |       |       |  |
|  |               |                       | 4S                         | Estudiantes (O)            | 1 |               |               |               |  |    |                   |                  |                  |  |    |                   |             |             |  |    |                   |       |       |  |
|  |               |                       | 4S                         | Estudiantes (O)            | 1 |               |               |               |  |    |                   |                  |                  |  |    |                   |             |             |  |    |                   |       |       |  |
|  |               |                       |                            |                            |   |               |               |               |  |    |                   |                  |                  |  |    |                   |             |             |  |    |                   |       |       |  |
|  |               |                       |                            |                            |   |               |               |               |  |    |                   |                  |                  |  |    |                   |             |             |  |    |                   |       |       |  |
|  |               | 4S                    | Estudiantes (O)            | 3                          |   |               |               |               |  |    |                   |                  |                  |  |    |                   |             |             |  |    |                   |       |       |  |
|  |               |                       |                            | 3                          |   |               |               |               |  |    |                   |                  |                  |  |    |                   |             |             |  |    |                   |       |       |  |
|  |               |                       | 5S                         | Estudiantes Concordia      | 2 |               |               |               |  |    |                   |                  |                  |  |    |                   |             |             |  |    |                   |       |       |  |
|  | 5S            | Estudiantes Concordia | 5S                         | Estudiantes Concordia      | 2 | 2             |               |               |  |    |                   |                  |                  |  |    |                   |             |             |  |    |                   |       |       |  |
|  | 5S            | Estudiantes Concordia |                            |                            |   |               |               |               |  |    |                   |                  |                  |  |    |                   |             |             |  |    |                   |       |       |  |
|  | 14S           | Bahía Basket          | 0                          |                            |   |               |               |               |  |    |                   |                  |                  |  |    |                   |             |             |  |    |                   |       |       |  |
|  | 14S           | Bahía Basket          | 0                          |                            |   |               |               |               |  |    |                   |                  |                  |  | 1S | Deportivo Viedma  | 1           |             |  |    |                   |       |       |  |
|  |               |                       |                            |                            |   |               |               |               |  |    |                   |                  |                  |  | 1S | Deportivo Viedma  | 1           |             |  |    |                   |       |       |  |
|  |               |                       | 2S                         | Zárate Basket              | 3 |               |               |               |  |    |                   |                  |                  |  |    |                   |             |             |  |    |                   |       |       |  |
|  |               |                       | 2S                         | Zárate Basket              | 3 |               |               |               |  |    |                   |                  |                  |  |    |                   |             |             |  |    |                   |       |       |  |
|  |               |                       |                            |                            |   |               |               |               |  |    |                   |                  |                  |  |    |                   |             |             |  |    |                   |       |       |  |
|  |               |                       |                            |                            |   |               |               |               |  |    |                   |                  |                  |  |    |                   |             |             |  |    |                   |       |       |  |
|  |               | 2S                    | Zárate Basket              | 3                          |   |               |               |               |  |    |                   |                  |                  |  |    |                   |             |             |  |    |                   |       |       |  |
|  |               |                       |                            | 3                          |   |               |               |               |  |    |                   |                  |                  |  |    |                   |             |             |  |    |                   |       |       |  |
|  |               |                       | 7S                         | Ciclista Juninense         | 2 |               |               |               |  |    |                   |                  |                  |  |    |                   |             |             |  |    |                   |       |       |  |
|  | 7S            | Ciclista Juninense    | 7S                         | Ciclista Juninense         | 2 | 2             |               |               |  |    |                   |                  |                  |  |    |                   |             |             |  |    |                   |       |       |  |
|  | 7S            | Ciclista Juninense    |                            |                            |   |               |               |               |  |    |                   |                  |                  |  |    |                   |             |             |  |    |                   |       |       |  |
|  | 10S           | Del Progreso          | 1                          |                            |   |               |               |               |  |    |                   |                  |                  |  |    |                   |             |             |  |    |                   |       |       |  |
|  | 10S           | Del Progreso          | 1                          |                            |   |               |               |               |  | 2S | Zárate Basket     | 3                |                  |  |    |                   |             |             |  |    |                   |       |       |  |
|  |               |                       |                            |                            |   |               |               |               |  | 2S | Zárate Basket     | 3                |                  |  |    |                   |             |             |  |    |                   |       |       |  |
|  |               |                       | 3S                         | Racing (Chivilcoy)         | 2 |               |               |               |  |    |                   |                  |                  |  |    |                   |             |             |  |    |                   |       |       |  |
|  |               |                       | 3S                         | Racing (Chivilcoy)         | 2 |               |               |               |  |    |                   |                  |                  |  |    |                   |             |             |  |    |                   |       |       |  |
|  |               |                       |                            |                            |   |               |               |               |  |    |                   |                  |                  |  |    |                   |             |             |  |    |                   |       |       |  |
|  |               |                       |                            |                            |   |               |               |               |  |    |                   |                  |                  |  |    |                   |             |             |  |    |                   |       |       |  |
|  |               | 3S                    | Racing (Chivilcoy)         | 3                          |   |               |               |               |  |    |                   |                  |                  |  |    |                   |             |             |  |    |                   |       |       |  |
|  |               |                       |                            | 3                          |   |               |               |               |  |    |                   |                  |                  |  |    |                   |             |             |  |    |                   |       |       |  |
|  |               |                       | 6S                         | Villa Mitre (BB)           | 1 |               |               |               |  |    |                   |                  |                  |  |    |                   |             |             |  |    |                   |       |       |  |
|  | 6S            | Villa Mitre (BB)      | 6S                         | Villa Mitre (BB)           | 1 | 2             |               |               |  |    |                   |                  |                  |  |    |                   |             |             |  |    |                   |       |       |  |
|  | 6S            | Villa Mitre (BB)      |                            |                            |   |               |               |               |  |    |                   |                  |                  |  |    |                   |             |             |  |    |                   |       |       |  |
|  | 11S           | Lanús                 | 1                          |                            |   |               |               |               |  |    |                   |                  |                  |  |    |                   |             |             |  |    |                   |       |       |  |
|  | 11S           | Lanús                 | 1                          |                            |   |               |               |               |  |    |                   |                  |                  |  |    |                   |             |             |  |    |                   |       |       |  |
|  |               |                       |                            |                            |   |               |               |               |  |    |                   |                  |                  |  |    |                   |             |             |  |    |                   |       |       |  |

##### Reclasificación

###### Conferencia norte
Ameghino (Villa María) - Estudiantes (Tucumán)
| 19 de abril, 21:30 | Estudiantes (T)                                                      | 87–103               | Ameghino (VM)                                            | San Miguel de Tucumán                                                             |  |  |
|                    | Parciales: 23-32, 13-21, 24-24, 27-26                                |                      |                                                          |                                                                                   |  |  |
|                    | Estadísticas José Muruaga 18 Rayner Torres Julio 7 Roberto Orresta 4 | Reporte Pts Reb Asts | Estadísticas 32 Juan Abeiro 13 Juan Abeiro 3 Juan Abeiro | Pabellón: Estadio Dionisio Muruaga Árbitros: * P. Leyton * A. Musdki * M. Montoya |  |  |
| Serie: 0-1         |                                                                      |                      |                                                          |                                                                                   |  |  |
|                    |                                                                      |                      |                                                          |                                                                                   |  |  |

| 22 de abril, 21:30 | Ameghino (VM)                                                                | 111–106              | Estudiantes (T)                                                   | Villa María                                                                    |  |  |
|                    | Parciales: 23-23, 21-27, 25-22, 23-20 (T.E.: 19-14)                          |                      |                                                                   |                                                                                |  |  |
|                    | Estadísticas Yohanner Sifontes Hernandez 28 Juan Abeiro 10 Abel Aristimuño 6 | Reporte Pts Reb Asts | Estadísticas 21 José Muruaga 10 Ignacio Echevarría 5 José Muruaga | Pabellón: Estadio La Leonera Árbitros: * J. Domínguez * E. Macias * V. Soldano |  |  |
| Serie: 2-0         |                                                                              |                      |                                                                   |                                                                                |  |  |
|                    |                                                                              |                      |                                                                   |                                                                                |  |  |

Salta Basket - Rivadavia (Mendoza)
| 19 de abril, 21:30 | Rivadavia (M)                                                     | 85–72                | Salta Basket                                                                            | Rivadavia                                                                       |  |  |
|                    | Parciales: 21-20, 31-11, 13-27, 20-14                             |                      |                                                                                         |                                                                                 |  |  |
|                    | Estadísticas Pablo Bandeo 22 Guido Francese 7 Stefano Arancibia 4 | Reporte Pts Reb Asts | Estadísticas 14 Agustín Carnovale 10 Yasmany Fundora Arrachavaleta 4 Federico de Miguel | Pabellón: Estadio Leopoldo Brozovix Árbitros: * E. Raboy * M. Sotelo * E. Silva |  |  |
| Serie: 1-0         |                                                                   |                      |                                                                                         |                                                                                 |  |  |
|                    |                                                                   |                      |                                                                                         |                                                                                 |  |  |

| 22 de abril, 21:30 | Salta Basket                                                                     | 80–49                | Rivadavia (M)                                                        | Salta                                                                           |  |  |
|                    | Parciales: 22-11, 26-14, 20-5, 12-19                                             |                      |                                                                      |                                                                                 |  |  |
|                    | Estadísticas Gonzalo Alonso 15 Yasmany Fundora Arrechavaleta 12 Gonzalo Alonso 4 | Reporte Pts Reb Asts | Estadísticas 12 Franco Sampauliese 11 Abel Trejo 3 Stefano Arancibia | Pabellón: Polideportivo Delmi Árbitros: * S. Vasallo * N. Danna * S. Demichelis |  |  |
| Serie: 1-1         |                                                                                  |                      |                                                                      |                                                                                 |  |  |
|                    |                                                                                  |                      |                                                                      |                                                                                 |  |  |

| 24 de abril, 21:30 | Salta Basket                                                                        | 75–67                | Rivadavia (M)                                                        | Salta                                                                        |  |  |
|                    | Parciales: 15-17, 17-10, 21-14, 22-26                                               |                      |                                                                      |                                                                              |  |  |
|                    | Estadísticas Federico De Miguel 16 Yasmany Fundora Arrechavaleta 9 Gonzalo Alonso 8 | Reporte Pts Reb Asts | Estadísticas 22 Franco Sampauliese 7 Facundo Jerez 4 Lautaro Cabrera | Pabellón: Polideportivo Delmi Árbitros: * G. Danna * J. Chavez * C. Carrillo |  |  |
| Serie: 2-1         |                                                                                     |                      |                                                                      |                                                                              |  |  |
|                    |                                                                                     |                      |                                                                      |                                                                              |  |  |

Villa San Martín (Resistencia) - Libertad
| 19 de abril, 21:00 | Libertad | 0–2 | Villa San Martín (R) | Sunchales                        |  |  |
|                    |          |     |                      |                                  |  |  |
|                    |          |     |                      | Pabellón: El Hogar de los Tigres |  |  |
| Serie: 0-1         |          |     |                      |                                  |  |  |
|                    |          |     |                      |                                  |  |  |

| 22 de abril, 21:30 | Villa San Martín (R)                                                   | 83–77                | Libertad                                                               | Resistencia                                                                              |  |  |
|                    |                                                                        |                      |                                                                        |                                                                                          |  |  |
|                    | Estadísticas Michael Henry 21 Michael Henry 12 Franco Vieta Stechina 8 | Reporte Pts Reb Asts | Estadísticas 26 Estefano Simondi 10 Estefano Simondi 9 Julian Eydallin | Pabellón: Estadio de Villa San Martín Árbitros: * F. Alaniz * I. Huck Braner * J. Camaño |  |  |
| Serie: 2-0         |                                                                        |                      |                                                                        |                                                                                          |  |  |
|                    |                                                                        |                      |                                                                        |                                                                                          |  |  |

Independiente BBC - Deportivo Norte (Armstrong)
| 19 de abril, 21:30 | Deportivo Norte (A)                                             | 97–94                | Independiente BBC                                                   | Armstrong                                                                        |  |  |
|                    | Parciales: 25-21, 16-23, 24-20, 20-21 (T.E.: 12-9)              |                      |                                                                     |                                                                                  |  |  |
|                    | Estadísticas Lautaro Mare 18 Lautaro Mare 8 Franco Borsellino 6 | Reporte Pts Reb Asts | Estadísticas 23 Bruno Ingratta 7 Bruno Ingratta 8 Jeremías Sandrini | Pabellón: Estadio Jorge Ferrero Árbitros: * R. Sanchez * I. Anderegen * E. Biset |  |  |
| Serie: 1-0         |                                                                 |                      |                                                                     |                                                                                  |  |  |
|                    |                                                                 |                      |                                                                     |                                                                                  |  |  |

| 22 de abril, 22:00 | Independiente BBC                                                  | 102–100              | Deportivo Norte (A)                                                      | Santiago del Estero                                                              |  |  |
|                    | Parciales: 26-16, 20-17, 17-28, 17-19 (T.E.: 8-8, 14-12)           |                      |                                                                          |                                                                                  |  |  |
|                    | Estadísticas Luciano Silva 27 Bruno Ingratta 7 Jeremías Sandrini 9 | Reporte Pts Reb Asts | Estadísticas 26 Celestino Cupulutti 13 Franco Alorda 9 Franco Borsellino | Pabellón: Estadio Israel Parnás Árbitros: * G. Delsart * E. Raboy * A. Barbarini |  |  |
| Serie: 1-1         |                                                                    |                      |                                                                          |                                                                                  |  |  |
|                    |                                                                    |                      |                                                                          |                                                                                  |  |  |

| 24 de abril, 20:00 | Independiente BBC                                                        | 83–65                | Deportivo Norte (A)                                              | Santiago del Estero                                                               |  |  |
|                    | Parciales: 17-18, 20-18, 22-14, 24-15                                    |                      |                                                                  |                                                                                   |  |  |
|                    | Estadísticas Luciano Silva 17 José Rolfi Fortunato 7 Jeremías Sandrini 9 | Reporte Pts Reb Asts | Estadísticas 20 Lautaro Mare 11 Franco Borsellino 3 Lautaro Mare | Pabellón: Estadio Israel Parnás Árbitros: * A. Zanabone * S. Vasallo * G. Larrosa |  |  |
| Serie: 2-1         |                                                                          |                      |                                                                  |                                                                                   |  |  |
|                    |                                                                          |                      |                                                                  |                                                                                   |  |  |

###### Conferencia sur
Estudiantes Concordia - Bahía Basket
| 19 de abril, 20:30 | Bahía Basket                                                                       | 81–87                | Estudiantes Concordia                                                 | Bahía Blanca                                                              |  |  |
|                    | Parciales: 20-13, 20-28, 23-26, 18-20                                              |                      |                                                                       |                                                                           |  |  |
|                    | Estadísticas Gabriel Novaes Souza 21 Gabriel Novaes Souza 9 Gabriel Novaes Souza 4 | Reporte Pts Reb Asts | Estadísticas 23 Álvaro Chervo 7 Agustín Más Delfino 6 Matías Alluchon | Pabellón: Dow Center Árbitros: * F. Sampietro * F. Ronconi * L. Spanghero |  |  |
| Serie: 0-1         |                                                                                    |                      |                                                                       |                                                                           |  |  |
|                    |                                                                                    |                      |                                                                       |                                                                           |  |  |

| 22 de abril, 21:00 | Estudiantes Concordia                                                     | 94–60                | Bahía Basket                                                                           | Concordia                                                                         |  |  |
|                    | Parciales: 22-9, 22-20, 25-18, 25-13                                      |                      |                                                                                        |                                                                                   |  |  |
|                    | Estadísticas Matías Alluchon 21 Mauro Gauna Badaro 7 Mauro Gauna Badaro 6 | Reporte Pts Reb Asts | Estadísticas 14 Joaquín Sánchez 9 Gabriel Novaes Souza 3 Emanuel Carlos Fernandez Peña | Pabellón: El Gigante Verde Árbitros: * C. Salguero * M. Pietromonaco * B. Tedesco |  |  |
| Serie: 2-0         |                                                                           |                      |                                                                                        |                                                                                   |  |  |
|                    |                                                                           |                      |                                                                                        |                                                                                   |  |  |

Villa Mitre (Bahía Blanca) - Lanús
| 19 de abril, 21:00 | Lanús                                                     | 96–62                | Villa Mitre (BB)                                                        | Lanús                                                                                          |  |  |
|                    | Parciales: 24-14, 25-15, 28-11, 19-22                     |                      |                                                                         |                                                                                                |  |  |
|                    | Estadísticas Ryan Cassidy 19 Pablo Bruna 10 Pablo Bruna 8 | Reporte Pts Reb Asts | Estadísticas 12 Federico Harina Martini 9 Franco Amigo 2 José Gutiérrez | Pabellón: Microestadio Antonio Rotili Árbitros: * S. Tarifeño * M. Pietromonaco * E. Corradini |  |  |
| Serie: 1-0         |                                                           |                      |                                                                         |                                                                                                |  |  |
|                    |                                                           |                      |                                                                         |                                                                                                |  |  |

| 22 de abril, 21:00 | Villa Mitre (BB)                                                   | 86–67                | Lanús                                                             | Bahía Blanca                                                                     |  |  |
|                    | Parciales: 16-11, 22-15, 22-16, 26-25                              |                      |                                                                   |                                                                                  |  |  |
|                    | Estadísticas Ramiro Heinrich 17 Ramiro Heinrich 13 Jano Martínez 5 | Reporte Pts Reb Asts | Estadísticas 20 Martín Franchino 10 Martín Franchino 5 Juan Kelly | Pabellón: Estadio José Martínez Árbitros: * J. Dinamarca * J. Lugli * D. Schkair |  |  |
| Serie: 1-1         |                                                                    |                      |                                                                   |                                                                                  |  |  |
|                    |                                                                    |                      |                                                                   |                                                                                  |  |  |

| 24 de abril, 20:30 | Villa Mitre (BB)                                                   | 73–71                | Lanús                                                             | Bahía Blanca                                  |  |  |
|                    | Parciales: 17-21, 15-19, 25-17, 16-14                              |                      |                                                                   |                                               |  |  |
|                    | Estadísticas José Gutiérrez 17 Ramiro Heinrich 10 José Gutiérrez 7 | Reporte Pts Reb Asts | Estadísticas 21 Sebastián Chaine 9 Sebastián Chaine 6 Pablo Bruna | Pabellón: Estadio José Martínez Árbitros: * * |  |  |
| Serie: 2-1         |                                                                    |                      |                                                                   |                                               |  |  |
|                    |                                                                    |                      |                                                                   |                                               |  |  |

Gimnasia y Esgrima La Plata - Pergamino Básquet
| 19 de abril, 21:00 | Pergamino Básquet                                                    | 96–97                | Gimnasia (LP)                                                           | Pergamino                                                                              |  |  |
|                    | Parciales: 23-24, 15-18, 27-16, 21-28 (T.E.: 10-11)                  |                      |                                                                         |                                                                                        |  |  |
|                    | Estadísticas Santiago Ibarra 24 Federico Gobetti 10 Andrés Mariani 4 | Reporte Pts Reb Asts | Estadísticas 28 Carlos Gianella 16 Franco Barroso 4 Juan Pablo Lancieri | Pabellón: Estadio Ricardo «Dorado» Merlo Árbitros: * A. Rosas * F. Ansalmo * F. Benzer |  |  |
| Serie: 0-1         |                                                                      |                      |                                                                         |                                                                                        |  |  |
|                    |                                                                      |                      |                                                                         |                                                                                        |  |  |

| 22 de abril, 21:00 | Gimnasia (LP)                                                    | 88–81                | Pergamino Básquet                                                | La Plata                                                                                |  |  |
|                    | Parciales: 23-15, 24-16, 21-26, 20-24                            |                      |                                                                  |                                                                                         |  |  |
|                    | Estadísticas Franco Barroso 19 Franco Barroso 9 Franco Barroso 5 | Reporte Pts Reb Asts | Estadísticas 21 Santiago Ibarra 7 Khalil Fuller 5 Andrés Mariani | Pabellón: Polideportivo Víctor Nethol Árbitros: * J. Mendoza * G. Di Lernia * L. Moreno |  |  |
| Serie: 2-0         |                                                                  |                      |                                                                  |                                                                                         |  |  |
|                    |                                                                  |                      |                                                                  |                                                                                         |  |  |

Ciclista Juninense - Pergamino Básquet
| 19 de abril, 21:00 | Del Progreso                                                            | 86–85                | Ciclista Juninense                                                                         | General Roca                                                                            |  |  |
|                    | Parciales: 21-20, 24-25, 18-27, 23-13                                   |                      |                                                                                            |                                                                                         |  |  |
|                    | Estadísticas Ezequiel Dupuy 18 Gustavo Maranguello 13 Valentín Burgos 7 | Reporte Pts Reb Asts | Estadísticas 18 Gian Franco Sinconi Bonetto 7 Gian Franco Sinconi Bonetto 6 Valentín Costa | Pabellón: El Gigante de Calle Maipú Árbitros: * E. Masias * G. Di Lernia * A. Chavarria |  |  |
| Serie: 1-0         |                                                                         |                      |                                                                                            |                                                                                         |  |  |
|                    |                                                                         |                      |                                                                                            |                                                                                         |  |  |

| 22 de abril, 21:30 | Ciclista Juninense                                                      | 101–76               | Del Progreso                                                                | Junín                                                                              |  |  |
|                    | Parciales: 21-14, 29-18, 27-19, 24-25                                   |                      |                                                                             |                                                                                    |  |  |
|                    | Estadísticas Valentín Duvanced 20 Valentín Duvanced 14 Valentín Costa 9 | Reporte Pts Reb Asts | Estadísticas 20 Gustavo Maranguello 5 Gustavo Maranguello 5 Valentín Burgos | Pabellón: Estadio Raúl «Chuni» Merlo Árbitros: * R. Lorenzo * M. Prado * M. Sotelo |  |  |
| Serie: 1-1         |                                                                         |                      |                                                                             |                                                                                    |  |  |
|                    |                                                                         |                      |                                                                             |                                                                                    |  |  |

| 24 de abril, 21:30 | Ciclista Juninense                                                      | 76–67                | Del Progreso                                                                  | Junín                                                                                   |  |  |
|                    | Parciales: 18-17, 20-13, 19-23, 19-14                                   |                      |                                                                               |                                                                                         |  |  |
|                    | Estadísticas Valentín Duvanced 20 Valentín Duvanced 15 Valentín Costa 5 | Reporte Pts Reb Asts | Estadísticas 20 Gustavo Maranguello 10 Howard Wilkerson III 3 Valentín Burgos | Pabellón: Estadio Raúl «Chuni» Merlo Árbitros: * R. Castillo * J. Dominguez * F. Benzer |  |  |
| Serie: 2-1         |                                                                         |                      |                                                                               |                                                                                         |  |  |
|                    |                                                                         |                      |                                                                               |                                                                                         |  |  |

##### Octavos de final, cuartos de final de conferencia

###### Conferencia norte
Independiente (Oliva) - Independiente BBC
| 27 de abril, 21:00 | Independiente (O)                                                   | 96–70                | Independiente BBC                                             | Oliva                                                                              |  |  |
|                    | Parciales: 27-18, 24-14, 17-21, 28-17                               |                      |                                                               |                                                                                    |  |  |
|                    | Estadísticas Lucio Reinaudi 25 Alejandro Quigley 8 Lucio Reinaudi 7 | Reporte Pts Reb Asts | Estadísticas 13 Bruno Ingratta 5 Omar Burgos 4 Bruno Ingratta | Pabellón: Polideportivo El Gigante Árbitros: * P. Leyton * G. Di Lernia * E. Silva |  |  |
| Serie: 1-0         |                                                                     |                      |                                                               |                                                                                    |  |  |
|                    |                                                                     |                      |                                                               |                                                                                    |  |  |

| 29 de abril, 21:00 | Independiente (O)                                                      | 80–89                | Independiente BBC                                                     | Oliva                                                                             |  |  |
|                    | Parciales: 23-25, 19-15, 12-23, 26-26                                  |                      |                                                                       |                                                                                   |  |  |
|                    | Estadísticas Agustín Pautasso 18 Salvador Giletto 8 Fernando Martina 4 | Reporte Pts Reb Asts | Estadísticas 29 Luciano Silva 6 Bruno Ingratta 5 José Rolfi Fortunato | Pabellón: Polideportivo El Gigante Árbitros: * R. Lorenzo * M. Prado * V. Soldano |  |  |
| Serie: 1-1         |                                                                        |                      |                                                                       |                                                                                   |  |  |
|                    |                                                                        |                      |                                                                       |                                                                                   |  |  |

| 2 de mayo, 22:00 | Independiente BBC                                                              | 76–67                | Independiente (O)                                                   | Santiago del Estero                                                           |  |  |
|                  | Parciales: 15-18, 17-23, 15-13, 29-13                                          |                      |                                                                     |                                                                               |  |  |
|                  | Estadísticas José Rolfi Fortunato 26 Luciano Tambucci 9 José Rolfi Fortunato 4 | Reporte Pts Reb Asts | Estadísticas 19 Lucio Reinaudi 7 Salvador Giletto 6 Joaquín Noblega | Pabellón: Estadio Israel Parnás Árbitros: * G. Tarifeño * G. Chavez * I. Huck |  |  |
| Serie: 2-1       |                                                                                |                      |                                                                     |                                                                               |  |  |
|                  |                                                                                |                      |                                                                     |                                                                               |  |  |

| 4 de mayo, 22:00 | Independiente BBC                                                       | 59–76                | Independiente (O)                                                | Santiago del Estero                           |  |  |
|                  | Parciales: 11-14, 8-14, 22-23, 18-25                                    |                      |                                                                  |                                               |  |  |
|                  | Estadísticas Bruno Ingratta 12 Bruno Ingratta 11 José Rolfi Fortunato 7 | Reporte Pts Reb Asts | Estadísticas 18 Fernando Martina 10 José Bione 13 Lucio Reinaudi | Pabellón: Estadio Israel Parnás Árbitros: * * |  |  |
| Serie: 2-2       |                                                                         |                      |                                                                  |                                               |  |  |
|                  |                                                                         |                      |                                                                  |                                               |  |  |

| 6 de mayo, 21:00 | Independiente (O)                                                   | 87–73                | Independiente BBC                                                  | Oliva                                                                                  |  |  |
|                  | Parciales: 19-25, 23-14, 24-12, 21-22                               |                      |                                                                    |                                                                                        |  |  |
|                  | Estadísticas Joaquín Noblega 24 Agustín Pautasso 8 Lucio Reinaudi 6 | Reporte Pts Reb Asts | Estadísticas 20 Luciano Silva 9 Bruno Ingratta 7 Jeremías Sandrini | Pabellón: Polideportivo El Gigante Árbitros: * A. Tris * F. Alaniz * R. Morales Ibarra |  |  |
| Serie: 3-2       |                                                                     |                      |                                                                    |                                                                                        |  |  |
|                  |                                                                     |                      |                                                                    |                                                                                        |  |  |

San Isidro (San Francisco) - Villa San Martín (Resistencia)
| 27 de abril, 21:30 | San Isidro (SF)                                                   | 86–82                | Villa San Martín (R)                                                  | San Francisco                                                                 |  |  |
|                    | Parciales: 24-22, 19-25, 19-18, 24-17                             |                      |                                                                       |                                                                               |  |  |
|                    | Estadísticas Emilio Stucky 14 Juan Cruz Oberto 7 Santiago Bruno 7 | Reporte Pts Reb Asts | Estadísticas 22 Michael Henry 8 Treshaad Williams 4 Sebastián Mignani | Pabellón: Estadio Severo Robledo Árbitros: * A. Rosas * M. Prado * A. Cassina |  |  |
| Serie: 1-0         |                                                                   |                      |                                                                       |                                                                               |  |  |
|                    |                                                                   |                      |                                                                       |                                                                               |  |  |

| 29 de abril, 21:30 | San Isidro (SF)                                                | 102–73               | Villa San Martín (R)                                              | San Francisco                                                                     |  |  |
|                    | Parciales: 24-16, 33-25, 19-22, 26-10                          |                      |                                                                   |                                                                                   |  |  |
|                    | Estadísticas Jerónimo Suñe 26 Emilio Stucky 8 Santiago Bruno 9 | Reporte Pts Reb Asts | Estadísticas 20 Michael Henry 9 Michael Henry 4 Sebastián Mignani | Pabellón: Estadio Severo Robledo Árbitros: * A. Zanabone * A. Mukdsi * G. Larrosa |  |  |
| Serie: 2-0         |                                                                |                      |                                                                   |                                                                                   |  |  |
|                    |                                                                |                      |                                                                   |                                                                                   |  |  |

| 2 de mayo, 21:30 | Villa San Martín (R)                                                       | 91–72                | San Isidro (SF)                                                | Resistencia                                                                                   |  |  |
|                  | Parciales: 32-15, 18-10, 17-27, 24-20                                      |                      |                                                                |                                                                                               |  |  |
|                  | Estadísticas Michael Henry 22 Treshaad Williams 9 Franco Vieta Stechina 10 | Reporte Pts Reb Asts | Estadísticas 21 Gonzalo Romero 7 Milton Vittar 6 Milton Vittar | Pabellón: Estadio de Villa San Martín Árbitros: * L. Mendoza * F. Alaniz * R. Morales Ibbarra |  |  |
| Serie: 1-2       |                                                                            |                      |                                                                |                                                                                               |  |  |
|                  |                                                                            |                      |                                                                |                                                                                               |  |  |

| 4 de mayo, 21:30 | Villa San Martín (R)                                                 | 96–85                | San Isidro (SF)                                                       | Resistencia                                                                      |  |  |
|                  | Parciales: 14-24, 28-12, 32-26, 22-23                                |                      |                                                                       |                                                                                  |  |  |
|                  | Estadísticas Sebastián Mignani 28 Diego Guaita 7 Sebastián Mignani 7 | Reporte Pts Reb Asts | Estadísticas 23 Juan Cruz Oberto 11 Juan Cruz Oberto 7 Gonzalo Romero | Pabellón: Estadio de Villa San Martín Árbitros: * G. Danna * N. Danna * A. Costa |  |  |
| Serie: 2-2       |                                                                      |                      |                                                                       |                                                                                  |  |  |
|                  |                                                                      |                      |                                                                       |                                                                                  |  |  |

| 6 de mayo, 21:30 | San Isidro (SF)                                                   | 102–84               | Villa San Martín (R)                                                  | San Francisco                                                                                 |  |  |
|                  | Parciales: 21-17, 31-20, 18-25, 32-22                             |                      |                                                                       |                                                                                               |  |  |
|                  | Estadísticas Juan Cruz Oberto 16 Emilio Stucky 8 Santiago Bruno 7 | Reporte Pts Reb Asts | Estadísticas 23 Michael Henry 13 Treshaad Williams 5 Jonatan Basualdo | Pabellón: Estadio Severo Robledo Árbitros: * A. Rosas * J. Dominguez * F. Anselmo Krivocapich |  |  |
| Serie: 3-2       |                                                                   |                      |                                                                       |                                                                                               |  |  |
|                  |                                                                   |                      |                                                                       |                                                                                               |  |  |

Barrio Parque - Salta Basket
| 27 de abril, 21:00 | Barrio Parque                                                            | 106–76               | Salta Basket                                                                                   | Córdoba                                   |  |  |
|                    | Parciales: 27-27, 22-13, 26-16, 31-20                                    |                      |                                                                                                |                                           |  |  |
|                    | Estadísticas Nahuel Buchaillot 21 Andrés Landoni 10 Nahuel Buchaillot 11 | Reporte Pts Reb Asts | Estadísticas 22 Yasmany Fundora Arrechavaleta 9 Yasmany Fundora Arrechavaleta 7 Gonzalo Alonso | Pabellón: Teatro del Parque Árbitros: * * |  |  |
| Serie: 1-0         |                                                                          |                      |                                                                                                |                                           |  |  |
|                    |                                                                          |                      |                                                                                                |                                           |  |  |

| 29 de abril, 21:00 | Barrio Parque                                                       | 102–98               | Salta Basket                                                                     | Córdoba                                   |  |  |
|                    | Parciales: 31-19, 15-23, 24-27, 21-22 (T.E.: 11-7)                  |                      |                                                                                  |                                           |  |  |
|                    | Estadísticas Andrés Landoni 23 Bernardo Ossela 10 Federico Pedano 7 | Reporte Pts Reb Asts | Estadísticas 32 Cristian Cardo 18 Yasmany Fundora Arrechavaleta 5 Gonzalo Alonso | Pabellón: Teatro del Parque Árbitros: * * |  |  |
| Serie: 2-0         |                                                                     |                      |                                                                                  |                                           |  |  |
|                    |                                                                     |                      |                                                                                  |                                           |  |  |

| 2 de mayo, 21:30 | Salta Basket                                                                 | 67–81                | Barrio Parque                                                 | Salta                                                                       |  |  |
|                  | Parciales: 12-22, 15-24, 18-14, 22-21                                        |                      |                                                               |                                                                             |  |  |
|                  | Estadísticas Federico De Miguel 20 Federico De Miguel 8 Federico De Miguel 5 | Reporte Pts Reb Asts | Estadísticas 22 Federico Pedano 8 Pablo Moya 5 Andrés Landoni | Pabellón: Polideportivo Delmi Árbitros: * A. Ponzo * A. Mudski * M. Montoya |  |  |
| Serie: 0-3       |                                                                              |                      |                                                               |                                                                             |  |  |
|                  |                                                                              |                      |                                                               |                                                                             |  |  |

Central Argentino Olímpico - Ameghino (Villa María)
| 27 de abril, 21:30 | Central Argentino Olímpico                                       | 77–69                | Ameghino (VM)                                                       | Cerés                                                                             |  |  |
|                    | Parciales: 21-11, 15-22, 18-21, 23-15                            |                      |                                                                     |                                                                                   |  |  |
|                    | Estadísticas Jorge Banegas 19 Eduardo Spalla 9 Matías Martínez 6 | Reporte Pts Reb Asts | Estadísticas 11 Abel Aristimuño 7 Abel Aristimuño 4 Abel Aristimuño | Pabellón: Estadio Raúl Braica Árbitros: * G. D'Anna * I. Andereggen * C. Carrillo |  |  |
| Serie: 1-0         |                                                                  |                      |                                                                     |                                                                                   |  |  |
|                    |                                                                  |                      |                                                                     |                                                                                   |  |  |

| 29 de abril, 21:30 | Central Argentino Olímpico                                        | 94–86                | Ameghino (VM)                                                                     | Cerés                                                                      |  |  |
|                    | Parciales: 25-12, 20-23, 28-14, 21-37                             |                      |                                                                                   |                                                                            |  |  |
|                    | Estadísticas Matías Martínez 25 Eduardo Spalla 12 Joaquín Baeza 5 | Reporte Pts Reb Asts | Estadísticas 28 Yohanner Sifontes Hernández 9 Abel Aristimuño 4 Jeremías Frontera | Pabellón: Estadio Raúl Braica Árbitros: * N. D'Anna * S. Vasallo * I. Huck |  |  |
| Serie: 2-0         |                                                                   |                      |                                                                                   |                                                                            |  |  |
|                    |                                                                   |                      |                                                                                   |                                                                            |  |  |

| 2 de mayo, 21:30 | Ameghino (VM)                                                                        | 79–71                | Central Argentino Olímpico                                      | Villa María                                                        |  |  |
|                  | Parciales: 19-17, 18-16, 21-22, 21-16                                                |                      |                                                                 |                                                                    |  |  |
|                  | Estadísticas Yohanner Sifontes Hernández 21 Abel Aristimuño 12 Cristian Zenclussen 3 | Reporte Pts Reb Asts | Estadísticas 23 Jorge Benegas 10 Eduardo Spalla 4 Joaquín Baeza | Pabellón: La Leonera Árbitros: * P. Leyton * E. Ravoy * B. Tedesco |  |  |
| Serie: 1-2       |                                                                                      |                      |                                                                 |                                                                    |  |  |
|                  |                                                                                      |                      |                                                                 |                                                                    |  |  |

| 4 de mayo, 21:30 | Ameghino (VM)                                                   | 87–77                | Central Argentino Olímpico                                       | Villa María                        |  |  |
|                  | Parciales: 20-18, 19-21, 27-17, 21-21                           |                      |                                                                  |                                    |  |  |
|                  | Estadísticas Juan Abeiro 28 Juan Abeiro 8 Cristian Zenclussen 5 | Reporte Pts Reb Asts | Estadísticas 19 Pablo Martínez 11 Pablo Martínez 5 Joaquín Baeza | Pabellón: La Leonera Árbitros: * * |  |  |
| Serie: 2-2       |                                                                 |                      |                                                                  |                                    |  |  |
|                  |                                                                 |                      |                                                                  |                                    |  |  |

| 6 de mayo, 21:30 | Central Argentino Olímpico                                       | 92–86                | Ameghino (VM)                                                                 | Cerés                                                                           |  |  |
|                  | Parciales: 24-20, 22-18, 21-24, 25-24                            |                      |                                                                               |                                                                                 |  |  |
|                  | Estadísticas Matías Martínez 22 Eduardo Spalla 8 Jorge Banegas 6 | Reporte Pts Reb Asts | Estadísticas 24 Emiliano Lezcano 10 Juan Abeiro 4 Yohanner Sifontes Hernández | Pabellón: Estadio Raúl Braica Árbitros: * J. Dinamarca * G. Delsart * A. Mukdsy |  |  |
| Serie: 3-2       |                                                                  |                      |                                                                               |                                                                                 |  |  |
|                  |                                                                  |                      |                                                                               |                                                                                 |  |  |

###### Conferencia sur
Deportivo Viedma - Gimnasia y Esgrima La Plata
| 26 de abril, 21:00 | Deportivo Viedma                                                   | 86–83                | Gimnasia (LP)                                                           | Viedma                                                                                          |  |  |
|                    | Parciales: 19-20, 24-13, 14-25, 19-18 (T.E.: 10-7)                 |                      |                                                                         |                                                                                                 |  |  |
|                    | Estadísticas Matías Eidintas 22 Lucas González 11 Raúl Pelorosso 7 | Reporte Pts Reb Asts | Estadísticas 17 Carlos Gianella 19 Franco Barroso 5 Juan Pablo Lancieri | Pabellón: Polideportivo Ángel Cayetano Arias Árbitros: * J. Dinamarca * J. Lugli * N. Larrasolo |  |  |
| Serie: 1-0         |                                                                    |                      |                                                                         |                                                                                                 |  |  |
|                    |                                                                    |                      |                                                                         |                                                                                                 |  |  |

| 28 de abril, 21:30 | Deportivo Viedma                                                  | 85–73                | Gimnasia (LP)                                                               | Viedma                                                                                        |  |  |
|                    | Parciales: 21-17, 15-16, 21-16, 28-24                             |                      |                                                                             |                                                                                               |  |  |
|                    | Estadísticas Matías Eidintas 23 Lucas González 8 Lucas González 6 | Reporte Pts Reb Asts | Estadísticas 25 Franco Barroso 11 Juan Pablo Lancieri 5 Juan Pablo Lancieri | Pabellón: Polideportivo Ángel Cayetano Arias Árbitros: * G. Delsart * F. Alaniz * A. Vizcaíno |  |  |
| Serie: 2-0         |                                                                   |                      |                                                                             |                                                                                               |  |  |
|                    |                                                                   |                      |                                                                             |                                                                                               |  |  |

| 1 de mayo, 21:00 | Gimnasia (LP)                                                       | 98–79                | Deportivo Viedma                                                          | La Plata                                                                                 |  |  |
|                  | Parciales: 28-24, 24-17, 23-20, 23-18                               |                      |                                                                           |                                                                                          |  |  |
|                  | Estadísticas Carlos Gianella 26 Franco Barroso 10 Carlos Gianella 6 | Reporte Pts Reb Asts | Estadísticas 18 Lorenzo Capponi Febo 11 Luciano González 6 Raúl Pelorosso | Pabellón: Polideportivo Víctor Nethol Árbitros: * R. Castillo * F. Krivokapich * A. Bise |  |  |
| Serie: 1-2       |                                                                     |                      |                                                                           |                                                                                          |  |  |
|                  |                                                                     |                      |                                                                           |                                                                                          |  |  |

| 4 de mayo, 21:00 | Gimnasia (LP)                                                       | 90–93                | Deportivo Viedma                                                     | La Plata                                                                                 |  |  |
|                  | Parciales: 27-24, 23-26, 16-26, 24-17                               |                      |                                                                      |                                                                                          |  |  |
|                  | Estadísticas Carlos Gianella 36 Franco Barroso 10 Carlos Gianella 4 | Reporte Pts Reb Asts | Estadísticas 24 Marcelo Eidintas 7 Luciano González 8 Raúl Pelorosso | Pabellón: Polideportivo Víctor Nethol Árbitros: * D. Molina * C. Salguero * I. Alderejen |  |  |
| Serie: 1-3       |                                                                     |                      |                                                                      |                                                                                          |  |  |
|                  |                                                                     |                      |                                                                      |                                                                                          |  |  |

Zárate Basket - Ciclista Juninense
| 26 de abril, 21:00 | Zárate Basket                                                         | 103–75               | Ciclista Juninense                                               | Zárate                                                                          |  |  |
|                    | Parciales: 22-15, 20-18, 26-24, 35-18                                 |                      |                                                                  |                                                                                 |  |  |
|                    | Estadísticas Agustín Brocal 26 Juan Ignacio Baquero 8 Federico Grun 6 | Reporte Pts Reb Asts | Estadísticas 14 Valentín Costa 5 Matías Sesto 7 Manuel Lambrisca | Pabellón: Estadio Carlos Vasino Árbitros: * L. Mendoza * M. Caceres * L. Moreno |  |  |
| Serie: 1-0         |                                                                       |                      |                                                                  |                                                                                 |  |  |
|                    |                                                                       |                      |                                                                  |                                                                                 |  |  |

| 28 de abril, 21:00 | Zárate Basket                                                                         | 84–82                | Ciclista Juninense                                                  | Zárate                                                                                |  |  |
|                    | Parciales: 18-13, 22-26, 24-16, 20-27                                                 |                      |                                                                     |                                                                                       |  |  |
|                    | Estadísticas Juan Ignacio Baquero 23 Juan Ignacio Baquero 10 Emilio Polese Serafini 7 | Reporte Pts Reb Asts | Estadísticas 26 Manuel Lambrisca 9 Valentín Duvanced 3 Matías Sesto | Pabellón: Estadio Carlos Vasino Árbitros: * E. Raboy * M. Pietromonaco * E. Corradini |  |  |
| Serie: 2-0         |                                                                                       |                      |                                                                     |                                                                                       |  |  |
|                    |                                                                                       |                      |                                                                     |                                                                                       |  |  |

| 1 de mayo, 21:30 | Ciclista Juninense                                                               | 88–57                | Zárate Basket                                                         | Junín                                              |  |  |
|                  | Parciales: 14-16, 22-10, 25-12, 27-19                                            |                      |                                                                       |                                                    |  |  |
|                  | Estadísticas Manuel Lambrisca 19 Gian Franco Sinconi Bonetto 11 Valentín Costa 6 | Reporte Pts Reb Asts | Estadísticas 15 Agustín Brocal 9 Ignacio Cuassolo 3 Facundo Pascolatt | Pabellón: Estadio Raúl "Chuni" Merlo Árbitros: * * |  |  |
| Serie: 1-2       |                                                                                  |                      |                                                                       |                                                    |  |  |
|                  |                                                                                  |                      |                                                                       |                                                    |  |  |

| 3 de mayo, 21:30 | Ciclista Juninense                                                              | 81–73                | Zárate Basket                                                               | Junín                                                                                 |  |  |
|                  | Parciales: 21-25, 20-9, 24-23, 16-16                                            |                      |                                                                             |                                                                                       |  |  |
|                  | Estadísticas Manuel Lambrisca 17 Gian Franco Sinconi Bonetto 5 Valentín Costa 6 | Reporte Pts Reb Asts | Estadísticas 21 Rafael Banegas Reyes 8 Juan Ignacio Baquero 3 Federico Grun | Pabellón: Estadio Raúl "Chuni" Merlo Árbitros: * L. Spanghero * P. Leyton * F. Alanis |  |  |
| Serie: 2-2       |                                                                                 |                      |                                                                             |                                                                                       |  |  |
|                  |                                                                                 |                      |                                                                             |                                                                                       |  |  |

| 5 de mayo, 21:00 | Zárate Basket                                                             | 82–79                | Ciclista Juninense                                                          | Zárate                                                                         |  |  |
|                  | Parciales: 20-21, 18-17, 22-19, 22-22                                     |                      |                                                                             |                                                                                |  |  |
|                  | Estadísticas Juan Ignacio Baquero 24 Federico Grun Juan Ignacio Baquero 3 | Reporte Pts Reb Asts | Estadísticas 15 Alejo Britos 7 Gian Franco Sinconi Bonetto 7 Valentín Costa | Pabellón: Estadio Carlos Vasino Árbitros: * G. Delsart * E. Macias * V. Soldan |  |  |
| Serie: 3-2       |                                                                           |                      |                                                                             |                                                                                |  |  |
|                  |                                                                           |                      |                                                                             |                                                                                |  |  |

Racing (Chivilcoy) - Villa Mitre (Bahía Blanca)
| 26 de abril, 21:00 | Racing (Chivilcoy)                                                | 85–81                | Villa Mitre (BB)                                                           | Chivilcoy                                                                                 |  |  |
|                    | Parciales: 16-27, 23-21, 19-19, 27-14                             |                      |                                                                            |                                                                                           |  |  |
|                    | Estadísticas Joaquín Gamazo 18 Joaquín Gamazo 16 Alejo Barrales 7 | Reporte Pts Reb Asts | Estadísticas 18 Federico Harina Martini 9 Ramiro Heinrich 6 José Gutiérrez | Pabellón: Estadio Oscar y Alfredo Barca Árbitros: * C. Salguero * J. Dominguez * A. Biset |  |  |
| Serie: 1-0         |                                                                   |                      |                                                                            |                                                                                           |  |  |
|                    |                                                                   |                      |                                                                            |                                                                                           |  |  |

| 28 de abril, 21:00 | Racing (Chivilcoy)                                                | 87–75                | Villa Mitre (BB)                                                              | Chivilcoy                                                                                |  |  |
|                    | Parciales: 21-13, 15-19, 31-23, 20-20                             |                      |                                                                               |                                                                                          |  |  |
|                    | Estadísticas Joaquín Gamazo 18 Joaquín Gamazo 11 Alejo Barrales 7 | Reporte Pts Reb Asts | Estadísticas 21 Federico Harina Martini 5 Juan Bollo Suárez 5 Ramiro Heinrich | Pabellón: Estadio Oscar y Alfredo Barca Árbitros: * A. Trias * F. Anselmo * L. Spanghero |  |  |
| Serie: 2-0         |                                                                   |                      |                                                                               |                                                                                          |  |  |
|                    |                                                                   |                      |                                                                               |                                                                                          |  |  |

| 1 de mayo, 20:30 | Villa Mitre (BB)                                             | 88–69                | Racing (Chivilcoy)                                               | Bahía Blanca                                                                        |  |  |
|                  | Parciales: 25-13, 20-18, 22-16, 21-22                        |                      |                                                                  |                                                                                     |  |  |
|                  | Estadísticas Franco Amigo 16 Franco Amigo 10 José Martínez 8 | Reporte Pts Reb Asts | Estadísticas 17 Roberto Acuña 11 Joaquín Gamazo 5 Alejo Barrales | Pabellón: Estadio José Martínez Árbitros: * F. Sampietro * E. Macias * E. Corradini |  |  |
| Serie: 1-2       |                                                              |                      |                                                                  |                                                                                     |  |  |
|                  |                                                              |                      |                                                                  |                                                                                     |  |  |

| 3 de mayo, 21:00 | Villa Mitre (BB)                                                   | 72–78                | Racing (Chivilcoy)                                                    | Bahía Blanca                                                                         |  |  |
|                  | Parciales: 22-29, 20-21, 22-12, 8-16                               |                      |                                                                       |                                                                                      |  |  |
|                  | Estadísticas José Gutiérrez 18 Jamaal Levy Cox 10 José Gutiérrez 5 | Reporte Pts Reb Asts | Estadísticas 13 Ricardo Fernández 12 Joaquín Gamazo 10 Alejo Barrales | Pabellón: Estadio José Martínez Árbitros: * J. Dinamarca * J. Dominguez * V. Soldano |  |  |
| Serie: 1-3       |                                                                    |                      |                                                                       |                                                                                      |  |  |
|                  |                                                                    |                      |                                                                       |                                                                                      |  |  |

Estudiantes (Olavarría) - Estudiantes Concordia
| 26 de abril, 21:00 | Estudiantes (O)                                                  | 76–75                | Estudiantes Concordia                                          | Olavarría                                                                               |  |  |
|                    | Parciales: 16-22, 16-21, 25-16, 19-16                            |                      |                                                                |                                                                                         |  |  |
|                    | Estadísticas Jefrey Merchant 19 Matías Aristu 8 Martín Cabrera 5 | Reporte Pts Reb Asts | Estadísticas 17 Álvaro Yarza 11 Martín Bonja 5 Matías Alluchon | Pabellón: Estadio Parque Carlos Guerrero Árbitros: * F. Alaniz * M. Sotelo * D. Schkair |  |  |
| Serie: 1-0         |                                                                  |                      |                                                                |                                                                                         |  |  |
|                    |                                                                  |                      |                                                                |                                                                                         |  |  |

| 28 de abril, 21:00 | Estudiantes (O)                                                            | 79–67                | Estudiantes Concordia                                             | Olavarría                                                                                  |  |  |
|                    | Parciales: 21-13, 24-15, 14-15, 20-24                                      |                      |                                                                   |                                                                                            |  |  |
|                    | Estadísticas Martín Cabrera 26 Cristian Scaramuzzino 12 Mateo Battistino 5 | Reporte Pts Reb Asts | Estadísticas 19 Ramiro Rattero 10 Ramiro Rattero 2 Ramiro Rattero | Pabellón: Estadio Parque Carlos Guerrero Árbitros: * R. Castillo * M. Caceres * C. Domingo |  |  |
| Serie: 2-0         |                                                                            |                      |                                                                   |                                                                                            |  |  |
|                    |                                                                            |                      |                                                                   |                                                                                            |  |  |

| 1 de mayo, 21:30 | Estudiantes Concordia                                            | 80–68                | Estudiantes (O)                                                   | Concordia                                                                          |  |  |
|                  | Parciales: 11-20, 19-8, 29-28, 21-12                             |                      |                                                                   |                                                                                    |  |  |
|                  | Estadísticas Matías Alluchon 20 Martín Bonja 7 Matías Alluchon 5 | Reporte Pts Reb Asts | Estadísticas 13 Martín Cabrera 7 Matías Aristu 3 Mateo Battistino | Pabellón: El Gigante Verde Árbitros: * S. Guzman * I. Andereggel * G. Estigarribia |  |  |
| Serie: 1-2       |                                                                  |                      |                                                                   |                                                                                    |  |  |
|                  |                                                                  |                      |                                                                   |                                                                                    |  |  |

| 3 de mayo, 21:00 | Estudiantes Concordia                                             | 74–71                | Estudiantes (O)                                                          | Concordia                                                                       |  |  |
|                  | Parciales: 15-16, 16-16, 20-22, 23-17                             |                      |                                                                          |                                                                                 |  |  |
|                  | Estadísticas Matías Alluchon 19 Martín Bonja 13 Matías Alluchon 3 | Reporte Pts Reb Asts | Estadísticas 15 Matías Aristu 14 Juan Ignacio Fernández 6 Martín Cabrera | Pabellón: El Gigante Verde Árbitros: * R. Sanchez * M. Pietromonaco * F. Benzer |  |  |
| Serie: 2-2       |                                                                   |                      |                                                                          |                                                                                 |  |  |
|                  |                                                                   |                      |                                                                          |                                                                                 |  |  |

| 5 de mayo, 21:00 | Estudiantes (O)                                                          | 68–56                | Estudiantes Concordia                                              | Olavarría                                                                                   |  |  |
|                  | Parciales: 17-14, 16-12, 22-12, 13-18                                    |                      |                                                                    |                                                                                             |  |  |
|                  | Estadísticas Martín Cabrera 21 Cristian Scaramuzzino 13 Martín Cabrera 6 | Reporte Pts Reb Asts | Estadísticas 12 Álvaro Chervo 9 Álvaro Chervo 4 Mauro Gauna Badaro | Pabellón: Estadio Parque Carlos Guerrero Árbitros: * D. Rodrigo * F. Anselmo * G. Di Lernia |  |  |
| Serie: 3-2       |                                                                          |                      |                                                                    |                                                                                             |  |  |
|                  |                                                                          |                      |                                                                    |                                                                                             |  |  |

##### Cuartos de final, semifinales de conferencia

###### Conferencia norte
Independiente (Oliva) - Central Argentino Olímpico
| 10 de mayo, 21:00 | Independiente (O)                                   | 68–76                | Central Argentino Olímpico                                        | Oliva                                                                                |  |  |
|                   | Parciales: 8-15, 14-22, 29-21, 17-18                |                      |                                                                   |                                                                                      |  |  |
|                   | Estadísticas Fernando Martina 17 Fernando Martina 6 | Reporte Pts Reb Asts | Estadísticas 21 Eduardo Spalla 11 Eduardo Spalla 5 Eduardo Spalla | Pabellón: Polideportivo El Gigante Árbitros: * G. Danna * S. Vasallo * I. Andereggen |  |  |
| Serie: 0-1        |                                                     |                      |                                                                   |                                                                                      |  |  |
|                   |                                                     |                      |                                                                   |                                                                                      |  |  |

| 12 de mayo, 21:00 | Independiente (O)                                                  | 77–75                | Central Argentino Olímpico                                    | Oliva                                                                              |  |  |
|                   | Parciales: 18-19, 17-15, 21-18, 21-23                              |                      |                                                               |                                                                                    |  |  |
|                   | Estadísticas Lucio Reinaudi 15 Fernando Martina 9 Lucio Reinaudi 6 | Reporte Pts Reb Asts | Estadísticas 22 Jorge Banegas 9 Jorge Banegas 6 Joaquín Baeza | Pabellón: Polideportivo El Gigante Árbitros: * J. Chavez * A. Danna * A. Barbarini |  |  |
| Serie: 1-1        |                                                                    |                      |                                                               |                                                                                    |  |  |
|                   |                                                                    |                      |                                                               |                                                                                    |  |  |

| 15 de mayo, 21:00 | Central Argentino Olímpico                                       | 67–72                | Independiente (O)                                                  | Cerés                                                                    |  |  |
|                   | Parciales: 22-17, 14-15, 16-18, 15-22                            |                      |                                                                    |                                                                          |  |  |
|                   | Estadísticas Matías Martínez 18 Eduardo Spalla 8 Joaquín Baeza 3 | Reporte Pts Reb Asts | Estadísticas 18 Lucio Reinaudi 7 Salvador Giletto 4 Lucio Reinaudi | Pabellón: Estadio Raúl Braica Árbitros: * A. Rosas * E. Raboy * M. Moral |  |  |
| Serie: 1-2        |                                                                  |                      |                                                                    |                                                                          |  |  |
|                   |                                                                  |                      |                                                                    |                                                                          |  |  |

| 17 de mayo, 21:00 | Central Argentino Olímpico                                        | 67–73                | Independiente (O)                                                    | Cerés                                                                       |  |  |
|                   | Parciales: 29-12, 13-17, 8-19, 17-25                              |                      |                                                                      |                                                                             |  |  |
|                   | Estadísticas Eduardo Spalla 16 Jorge Banegas 11 Matías Martínez 4 | Reporte Pts Reb Asts | Estadísticas 18 Salvador Giletto 9 Federico Martína 6 Lucio Reinaudi | Pabellón: Estadio Raúl Braica Árbitros: * G. Tarifeño * P. Leyton * I. Huck |  |  |
| Serie: 1-3        |                                                                   |                      |                                                                      |                                                                             |  |  |
|                   |                                                                   |                      |                                                                      |                                                                             |  |  |

San Isidro (San Francisco) - Barrio Parque
| 10 de mayo, 21:00 | San Isidro (SF)                                                        | 74–62                | Barrio Parque                                  | San Francisco                                                                |  |  |
|                   | Parciales: 21-13, 19-27, 21-15, 13-7                                   |                      |                                                |                                                                              |  |  |
|                   | Estadísticas Juan Cruz Oberto 17 Juan Cruz Oberto 9 Juan Cruz Oberto 3 | Reporte Pts Reb Asts | Estadísticas 16 Pablo Moya 9 Nahuel Buchaillot | Pabellón: Estadio Severo Robledo Árbitros: * A. Ponzo * P. Leyton * E. Raboy |  |  |
| Serie: 1-0        |                                                                        |                      |                                                |                                                                              |  |  |
|                   |                                                                        |                      |                                                |                                                                              |  |  |

| 12 de mayo, 21:00 | San Isidro (SF)                                                    | 86–89                | Barrio Parque                                                        | San Francisco                                                                            |  |  |
|                   | Parciales: 22-24, 18-19, 21-22, 25-24                              |                      |                                                                      |                                                                                          |  |  |
|                   | Estadísticas José Montero 20 Federico Zezular 8 Juan Cruz Oberto 3 | Reporte Pts Reb Asts | Estadísticas 23 Lautaro Rivata 10 Andrés Landoni 8 Nahuel Buchaillot | Pabellón: Estadio Severo Robledo Árbitros: * G. Tarifeño * E. Macias * R. Morales Ibarra |  |  |
| Serie: 1-1        |                                                                    |                      |                                                                      |                                                                                          |  |  |
|                   |                                                                    |                      |                                                                      |                                                                                          |  |  |

| 15 de mayo, 21:00 | Barrio Parque                                                           | 85–84                | San Isidro (SF)                                                    | Córdoba                                                                              |  |  |
|                   | Parciales: 25-16, 19-23, 15-24, 26-21                                   |                      |                                                                    |                                                                                      |  |  |
|                   | Estadísticas Nahuel Buchaillot 21 Lautaro Rivata 12 Nahuel Buchaillot 6 | Reporte Pts Reb Asts | Estadísticas 18 Santiago Assum 8 Juan Cruz Oberto 5 Gonzalo Romero | Pabellón: Estadio Teatro del Parque Árbitros: * J. Dinamarca * R. Sanchez * M. Prado |  |  |
| Serie: 2-1        |                                                                         |                      |                                                                    |                                                                                      |  |  |
|                   |                                                                         |                      |                                                                    |                                                                                      |  |  |

| 17 de mayo, 21:00 | Barrio Parque                                                            | 94–87                | San Isidro (SF)                                                    | Córdoba                                           |  |  |
|                   | Parciales: 21-16, 24-19, 21-30, 28-22                                    |                      |                                                                    |                                                   |  |  |
|                   | Estadísticas Nahuel Buchaillot 20 Bernardo Ossela 9 Nahuel Buchaillot 12 | Reporte Pts Reb Asts | Estadísticas 16 Juan Cruz Oberto 7 Gonzalo Romero 4 Gonzalo Romero | Pabellón: Estadio Teatro del Parque Árbitros: * * |  |  |
| Serie: 3-1        |                                                                          |                      |                                                                    |                                                   |  |  |
|                   |                                                                          |                      |                                                                    |                                                   |  |  |

###### Conferencia sur
Deportivo Viedma - Estudiantes (Olavarría)
| 9 de mayo, 21:30 | Deportivo Viedma                                                             | 90–63                | Estudiantes (O)                                                             | Viedma                                                                                           |  |  |
|                  | Parciales: 24-11, 25-19, 16-20, 25-13                                        |                      |                                                                             |                                                                                                  |  |  |
|                  | Estadísticas Lorenzo Capponi Febo 20 Maximiliano Tabieres 9 Raúl Pelorosso 9 | Reporte Pts Reb Asts | Estadísticas 14 Johu Castillo Borja 12 Johu Castillo Borja 5 Martín Cabrera | Pabellón: Polideportivo Ángel Cayetano Arias Árbitros: * J. Mendoza * R. Lorenzo * G. Di Lerenia |  |  |
| Serie: 1-0       |                                                                              |                      |                                                                             |                                                                                                  |  |  |
|                  |                                                                              |                      |                                                                             |                                                                                                  |  |  |

| 11 de mayo, 21:30 | Deportivo Viedma                                                         | 77–57                | Estudiantes (O)                                                                | Viedma                                                                                            |  |  |
|                   | Parciales: 19-9, 20-15, 20-20, 18-13                                     |                      |                                                                                |                                                                                                   |  |  |
|                   | Estadísticas Matías Eidintas 17 Maximiliano Tabieres 9 Raúl Pelorosso 10 | Reporte Pts Reb Asts | Estadísticas 19 Cristian Scaramuzzino 7 Cristian Scaramuzzino 3 Martín Cabrera | Pabellón: Polideportivo Ángel Cayetano Arias Árbitros: * J. Dinamarca * J. Dominguez * F. Ronconi |  |  |
| Serie: 2-0        |                                                                          |                      |                                                                                |                                                                                                   |  |  |
|                   |                                                                          |                      |                                                                                |                                                                                                   |  |  |

| 14 de mayo, 21:00 | Estudiantes (O)                                                                 | 89–77                | Deportivo Viedma                                                 | Olavarría                                                                       |  |  |
|                   | Parciales: 21-20, 20-15, 29-20, 19-22                                           |                      |                                                                  |                                                                                 |  |  |
|                   | Estadísticas Cristian Scaramuzzino 28 Cristian Scaramuzzino 12 Martín Cabrera 5 | Reporte Pts Reb Asts | Estadísticas 18 Lucas González 7 Lucas González 6 Raúl Pelorosso | Pabellón: Parque Carlos Guerrero Árbitros: * M. Caceres * J. Lugli * E. Sanchez |  |  |
| Serie: 1-2        |                                                                                 |                      |                                                                  |                                                                                 |  |  |
|                   |                                                                                 |                      |                                                                  |                                                                                 |  |  |

| 16 de mayo, 21:00 | Estudiantes (O)                                                          | 80–82                | Deportivo Viedma                                                               | Olavarría                                                                       |  |  |
|                   | Parciales: 13-17, 21-18, 28-31, 18-16                                    |                      |                                                                                |                                                                                 |  |  |
|                   | Estadísticas Cristian Scaramuzzino 26 Matías Aristu 14 Martín Cabrera 10 | Reporte Pts Reb Asts | Estadísticas 25 Matías Eidintas 11 Maximiliano Tabieres 3 Maximiliano Tabieres | Pabellón: Parque Carlos Guerrero Árbitros: * A. Trias * J. Mendoza * F. Anselmo |  |  |
| Serie: 1-3        |                                                                          |                      |                                                                                |                                                                                 |  |  |
|                   |                                                                          |                      |                                                                                |                                                                                 |  |  |

Zárate Basket - Racing (Chivilcoy)
| 9 de mayo, 21:00 | Zárate Basket                                                             | 92–67                | Racing (Chivilcoy)                                                 | Zárate                                                                              |  |  |
|                  | Parciales: 24-13, 22-21, 20-19, 26-14                                     |                      |                                                                    |                                                                                     |  |  |
|                  | Estadísticas Agustín Brocal 22 Juan Ignacio Baquero 9 Facundo Pascolatt 8 | Reporte Pts Reb Asts | Estadísticas 19 Joaquín Gamazo 16 Joaquín Gamazo 5 Adriano Maretto | Pabellón: Estadio Carlos Vasino Árbitros: * A. Trias * C. Saguero * M. Pietromonaco |  |  |
| Serie: 1-0       |                                                                           |                      |                                                                    |                                                                                     |  |  |
|                  |                                                                           |                      |                                                                    |                                                                                     |  |  |

| 11 de mayo, 21:00 | Zárate Basket                                                             | 107–104              | Racing (Chivilcoy)                                                 | Zárate                                        |  |  |
|                   | Parciales: 29-26, 28-18, 30-33, 20-27                                     |                      |                                                                    |                                               |  |  |
|                   | Estadísticas Agustín Brocal 22 Rafael Benegas Reyes 8 Facundo Pascolatt 9 | Reporte Pts Reb Asts | Estadísticas 22 Joaquín Gamazo 11 Joaquín Gamazo 10 Alejo Barrales | Pabellón: Estadio Carlos Vasino Árbitros: * * |  |  |
| Serie: 2-0        |                                                                           |                      |                                                                    |                                               |  |  |
|                   |                                                                           |                      |                                                                    |                                               |  |  |

| 14 de mayo, 21:00 | Racing (Chivilcoy)                                             | 99–71                | Zárate Basket                                                            | Chivilcoy                                                                           |  |  |
|                   | Parciales: 30-18, 26-19, 20-10, 23-24                          |                      |                                                                          |                                                                                     |  |  |
|                   | Estadísticas Carlos Baez 20 Joaquín Gamazo 14 Alejo Barrales 7 | Reporte Pts Reb Asts | Estadísticas 14 Ángel Arevalo 8 Juan Ignacio Baquero 3 Facundo Pascolatt | Pabellón: Estadio Oscar y Alfredo Barca Árbitros: * A. Britez * A. Ponzo * A. Biset |  |  |
| Serie: 1-2        |                                                                |                      |                                                                          |                                                                                     |  |  |
|                   |                                                                |                      |                                                                          |                                                                                     |  |  |

| 16 de mayo, 21:00 | Racing (Chivilcoy)                                                 | 83–65                | Zárate Basket                                                       | Chivilcoy                                                                               |  |  |
|                   | Parciales: 24-14, 17-17, 19-24, 23-10                              |                      |                                                                     |                                                                                         |  |  |
|                   | Estadísticas Joaquín Gamazo 16 Joaquín Gamazo 10 Erbel De Pietro 7 | Reporte Pts Reb Asts | Estadísticas 14 Agustín Brocal 7 Facundo Pascolatt 3 Agustín Brocal | Pabellón: Estadio Oscar y Alfredo Barca Árbitros: * A. Rosas * J. Dominguez * M. Sotelo |  |  |
| Serie: 2-2        |                                                                    |                      |                                                                     |                                                                                         |  |  |
|                   |                                                                    |                      |                                                                     |                                                                                         |  |  |

| 18 de mayo, 21:00 | Zárate Basket                                                              | 90–71                | Racing (Chivilcoy)                                              | Zárate                                                                        |  |  |
|                   | Parciales: 21-18, 17-13, 25-26, 27-14                                      |                      |                                                                 |                                                                               |  |  |
|                   | Estadísticas Damián Pineda 17 Francisco Pascolatt 7 Francisco Pascolatt 10 | Reporte Pts Reb Asts | Estadísticas 17 Matías Caire 18 Joaquín Gamazo 6 Alejo Barrales | Pabellón: Estadio Carlos Vasino Árbitros: * D. Molina * A. Trias * M. Caceres |  |  |
| Serie: 3-2        |                                                                            |                      |                                                                 |                                                                               |  |  |
|                   |                                                                            |                      |                                                                 |                                                                               |  |  |

##### Semifinales, final de conferencia

###### Conferencia norte
Independiente (Oliva) - Barrio Parque
| 23 de mayo, 21:00 | Independiente (O)                                                | 87–76                | Barrio Parque                                                      | Oliva                                                                                             |  |  |
|                   | Parciales: 27-18, 16-22, 22-15, 22-21                            |                      |                                                                    |                                                                                                   |  |  |
|                   | Estadísticas Lucio Reinaudi 21 Lucio Reinaudi 8 Lucio Reinaudi 6 | Reporte Pts Reb Asts | Estadísticas 22 Lautaro Rivata 10 Andrés Landoni 3 Bernardo Ossela | Pabellón: Polideportivo El Gigante Árbitros: * J. Dinamarca * M. Cáceres * F. Anselmo Krivokapich |  |  |
| Serie: 1-0        |                                                                  |                      |                                                                    |                                                                                                   |  |  |
|                   |                                                                  |                      |                                                                    |                                                                                                   |  |  |

| 25 de mayo, 21:00 | Independiente (O)                                                     | 65–85                | Barrio Parque                                                     | Oliva                                                                            |  |  |
|                   | Parciales: 18-15, 17-21, 6-23, 24-26                                  |                      |                                                                   |                                                                                  |  |  |
|                   | Estadísticas Nicolás Marcucci 13 Alejandro Quigley 5 Lucio Reinaudi 4 | Reporte Pts Reb Asts | Estadísticas 14 Pablo Moya 11 Lautaro Rivata 11 Nahuel Buchaillot | Pabellón: Polideportivo El Gigante Árbitros: * G. Tarifeño * N. Danna * E. Raboy |  |  |
| Serie: 1-1        |                                                                       |                      |                                                                   |                                                                                  |  |  |
|                   |                                                                       |                      |                                                                   |                                                                                  |  |  |

| 28 de mayo, 21:00 | Barrio Parque                                            | 73–75                | Independiente (O)                                                     | Córdoba                     |  |  |
|                   | Parciales: 17-13, 16-16, 16-34, 24-12                    |                      |                                                                       |                             |  |  |
|                   | Estadísticas Lautaro Rivata 14 Pablo Moya 9 Pablo Moya 6 | Reporte Pts Reb Asts | Estadísticas 22 Salvador Giletto 10 Lucio Reinaudi 5 Salvador Giletto | Pabellón: Teatro del Parque |  |  |
| Serie: 1-2        |                                                          |                      |                                                                       |                             |  |  |
|                   |                                                          |                      |                                                                       |                             |  |  |

| 30 de mayo, 21:00 | Barrio Parque                                             | 74–77                | Independiente (O)                                                  | Córdoba                                                                      |  |  |
|                   | Parciales: 14-12, 16-21, 28-26, 16-18                     |                      |                                                                    |                                                                              |  |  |
|                   | Estadísticas Lautaro Rivata 18 Pablo Moya 12 Pablo Moya 5 | Reporte Pts Reb Asts | Estadísticas 14 Salvador Giletto 7 Lucio Reinaudi 9 Lucio Reinaudi | Pabellón: Teatro del Parque Árbitros: * G. Delsart * G. Danna * I. Anderejen |  |  |
| Serie: 1-3        |                                                           |                      |                                                                    |                                                                              |  |  |
|                   |                                                           |                      |                                                                    |                                                                              |  |  |

###### Conferencia sur
Deportivo Viedma - Zárate Basket
| 24 de mayo, 21:30 | Deportivo Viedma                                                         | 84–88                | Zárate Basket                                                 | Viedma                                                                              |  |  |
|                   | Parciales: 29-15, 6-18, 27-30, 22-25                                     |                      |                                                               |                                                                                     |  |  |
|                   | Estadísticas Matías Eidintas 21 Maximiliano Tabieres 7 Matías Eidintas 5 | Reporte Pts Reb Asts | Estadísticas 26 Federico Grun 9 Federico Grun 3 Federico Grun | Pabellón: Estadio Ángel Cayetano Arias Árbitros: * R. Smith * C. Saquero * J. Lugli |  |  |
| Serie: 0-1        |                                                                          |                      |                                                               |                                                                                     |  |  |
|                   |                                                                          |                      |                                                               |                                                                                     |  |  |

| 26 de mayo, 21:30 | Deportivo Viedma                                                     | 97–101               | Zárate Basket                                                  | Viedma                                                                                  |  |  |
|                   | Parciales: 19-26, 28-18, 26-23, 17-23 (T.E.: 7-11)                   |                      |                                                                |                                                                                         |  |  |
|                   | Estadísticas Matías Eidintas 30 Matías Eidintas 10 Matías Eidintas 8 | Reporte Pts Reb Asts | Estadísticas 34 Agustín Brocal 7 Federico Grun 4 Federico Grun | Pabellón: Estadio Ángel Cayetano Arias Árbitros: * L. Mendoza * A. Ponzo * G. Di Lernia |  |  |
| Serie: 0-2        |                                                                      |                      |                                                                |                                                                                         |  |  |
|                   |                                                                      |                      |                                                                |                                                                                         |  |  |

| 29 de mayo, 21:00 | Zárate Basket                                                      | 97–101               | Deportivo Viedma                                                   | Zárate                                                                           |  |  |
|                   | Parciales: 27-25, 23-26, 28-22, 19-28                              |                      |                                                                    |                                                                                  |  |  |
|                   | Estadísticas Federico Grun 23 Agustín Brocal 6 Facundo Pascolatt 7 | Reporte Pts Reb Asts | Estadísticas 19 Matías Eidintas 10 Mariano Marina 8 Raúl Pelorosso | Pabellón: Estadio Carlos Vasino Árbitros: * D. Rougier * E. Sanchez * F. Ronconi |  |  |
| Serie: 2-1        |                                                                    |                      |                                                                    |                                                                                  |  |  |
|                   |                                                                    |                      |                                                                    |                                                                                  |  |  |

| 31 de mayo, 21:00 | Zárate Basket                                                     | 101–84               | Deportivo Viedma                                                          | Zárate                                        |  |  |
|                   | Parciales: 27-15, 16-26, 33-26, 25-17                             |                      |                                                                           |                                               |  |  |
|                   | Estadísticas Federico Grun 29 Facundo Pascolatt 7 Federico Grun 8 | Reporte Pts Reb Asts | Estadísticas 25 Matías Eidintas 11 Maximiliano Tabieres 4 Matías Eidintas | Pabellón: Estadio Carlos Vasino Árbitros: * * |  |  |
| Serie: 3-1        |                                                                   |                      |                                                                           |                                               |  |  |
|                   |                                                                   |                      |                                                                           |                                               |  |  |

##### Final
Independiente (Oliva) - Zárate Basket
| 8 de junio, 21:00 | Independiente (O)                                                 | 84–69                | Zárate Basket                                                                | Oliva                                                                      |  |  |
|                   | Parciales: 29-9, 13-22, 18-18, 24-20                              |                      |                                                                              |                                                                            |  |  |
|                   | Estadísticas Lucio Reinaudi 21 Lucio Reinaudi 11 Lucio Reinaudi 8 | Reporte Pts Reb Asts | Estadísticas 14 Juan Ignacio Baquero 11 Juan Ignacio Baquero 4 Federico Grun | Pabellón: Polideportivo El Gigante Árbitros: * Molina * Leyton * N. D'Anna |  |  |
| Serie: 1-0        |                                                                   |                      |                                                                              |                                                                            |  |  |
|                   |                                                                   |                      |                                                                              |                                                                            |  |  |

| 10 de junio, 21:00 | Independiente (O)                                                  | 86–77                | Zárate Basket                                                          | Oliva                                                                                       |  |  |
|                    | Parciales: 23-16, 16-22, 23-18, 24-21                              |                      |                                                                        |                                                                                             |  |  |
|                    | Estadísticas Lucio Reinaudi 26 Salvador Giletto 8 Lucio Reinaudi 5 | Reporte Pts Reb Asts | Estadísticas 18 Facundo Pascolatt 7 Facundo Pascolatt 3 Agustín Brocal | Pabellón: Polideportivo El Gigante Árbitros: * Ariel Rosas * Alberto Ponzo * Romina Morales |  |  |
| Serie: 2-0         |                                                                    |                      |                                                                        |                                                                                             |  |  |
|                    |                                                                    |                      |                                                                        |                                                                                             |  |  |

| 14 de junio, 21:00 | Zárate Basket                                                                | 83–91                | Independiente (O)                                                    | Zárate                                                                         |  |  |
|                    | Parciales: 30-23, 24-27, 14-26, 15-15                                        |                      |                                                                      |                                                                                |  |  |
|                    | Estadísticas Rafael Banegas Reyes 21 Rafael Banegas Reyes 6 Agustín Brocal 5 | Reporte Pts Reb Asts | Estadísticas 24 Salvador Giletto 9 Salvador Giletto 6 Lucio Reinaudi | Pabellón: Estadio Carlos Vasino Árbitros: * G. Delsart * A. Trias * E. Sanchez |  |  |
| Serie: 0-3         |                                                                              |                      |                                                                      |                                                                                |  |  |
|                    |                                                                              |                      |                                                                      |                                                                                |  |  |